# Pont
|  | Per a altres significats, vegeu «Pont (desambiguació)». |

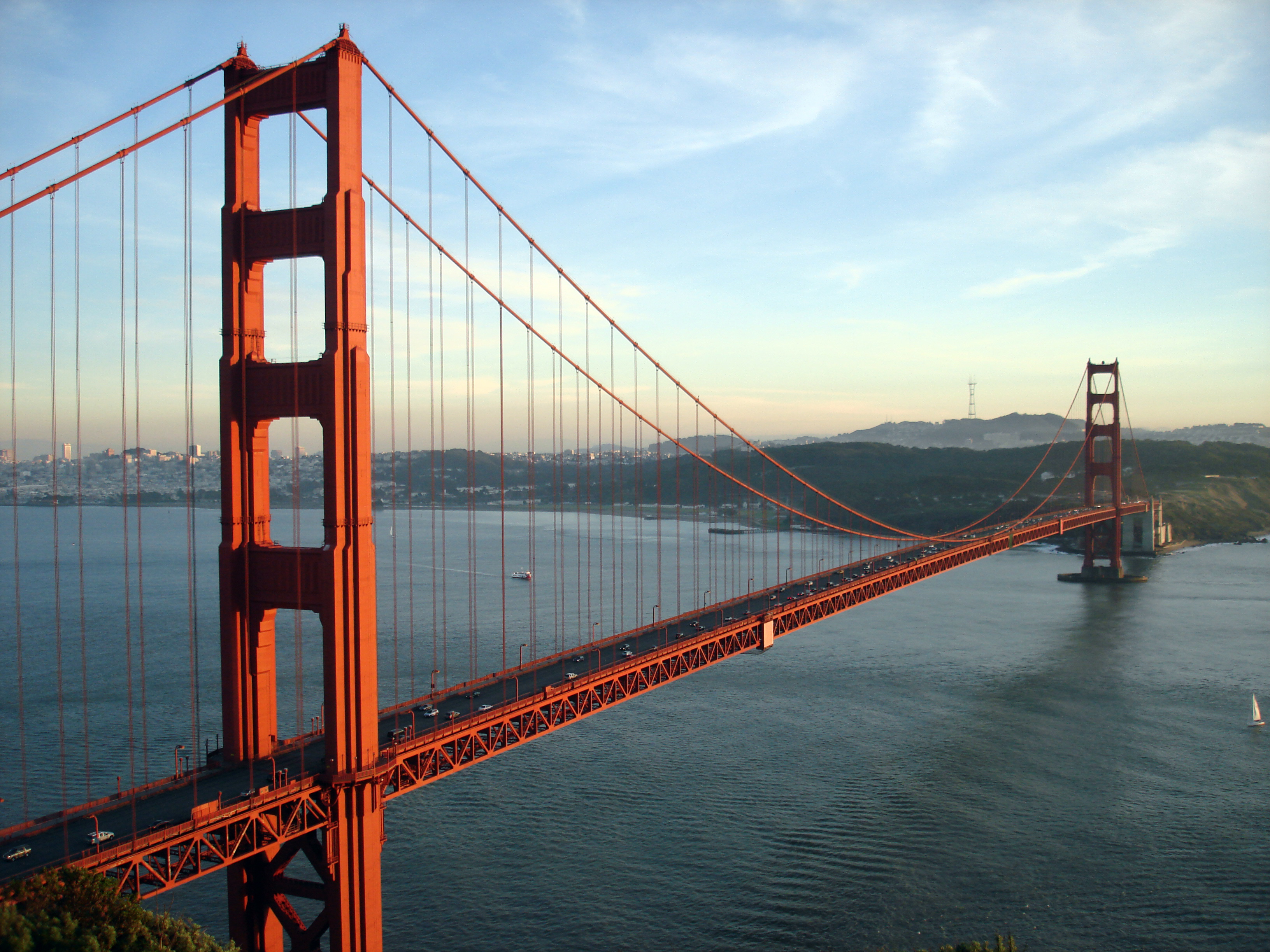
El Golden Gate a San Francisco

Un pont (del llatí pons) és una estructura construïda per a franquejar un obstacle físic, un riu, una vall, una carretera, una via de tren, etc. tot passant-hi per damunt. Actualment, són dissenyats i projectats per enginyers civils.

## Estructura

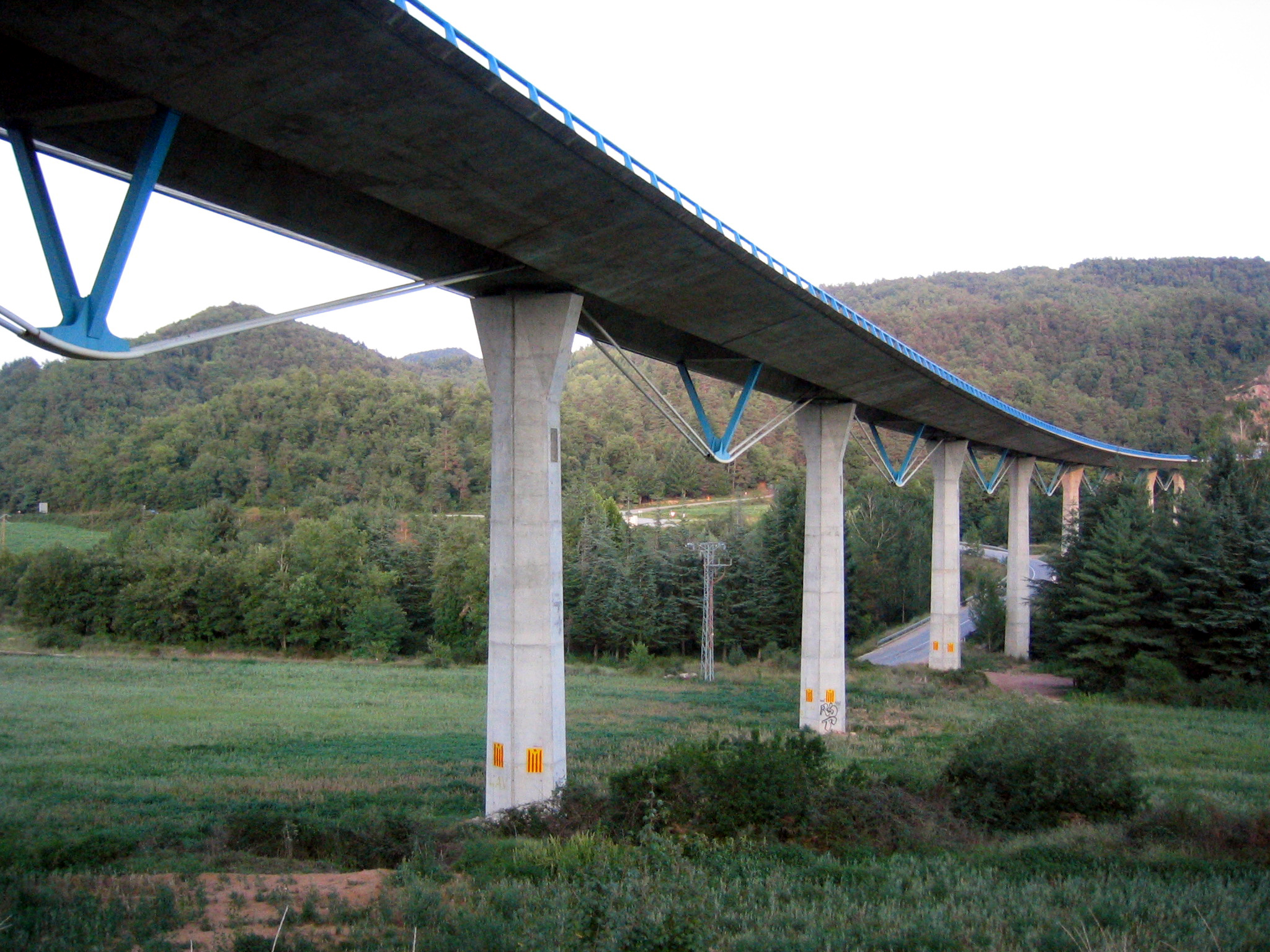
El viaducte d'Osormort (C-25) sobre la Riera Major, a prop de Sant Sadurní d'Osormort (Osona)

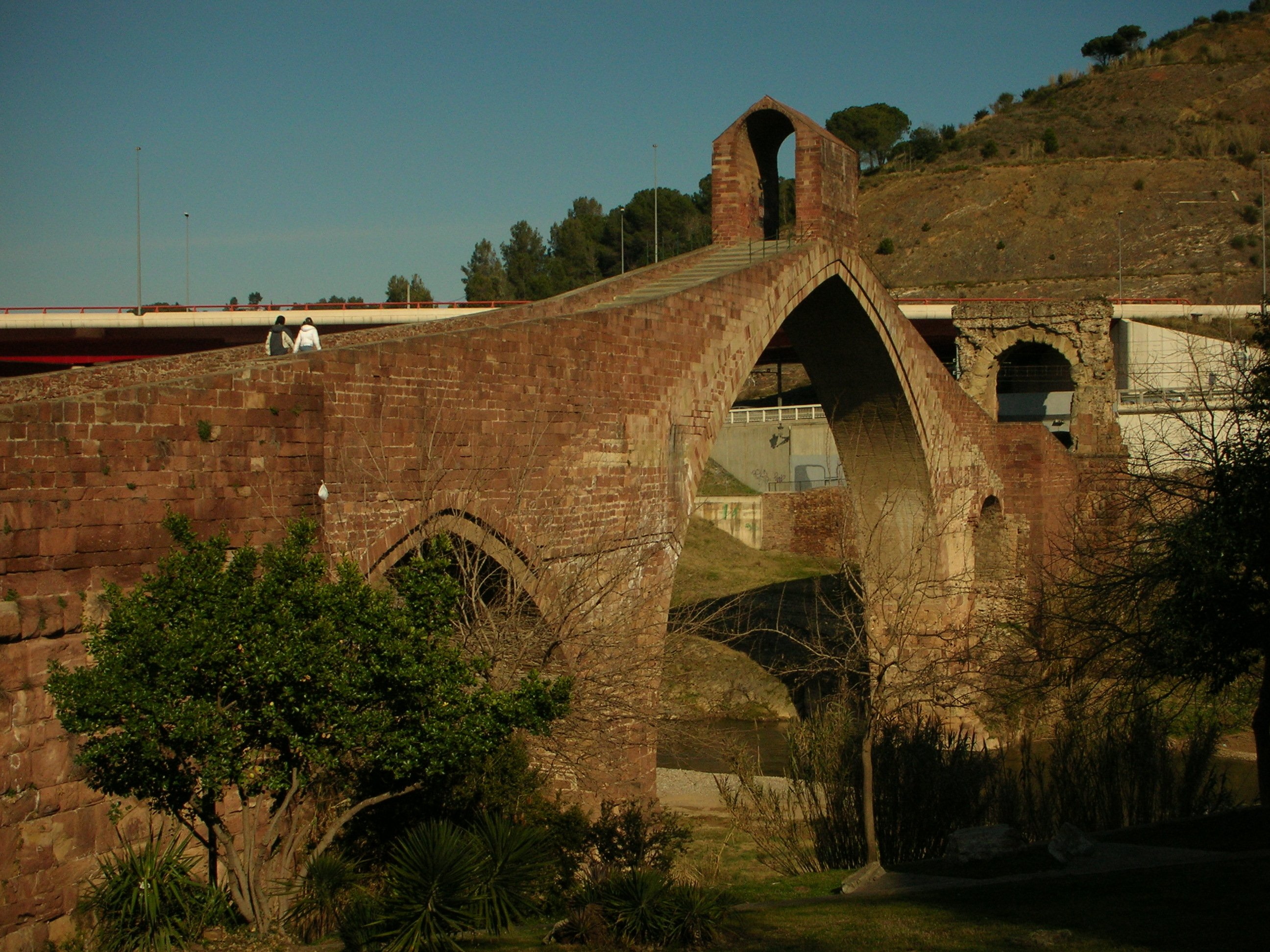
Pont del Diable, pont d'arcs de maçoneria

Els ponts normalment estan fets de formigó, maçoneria o acer, tot i que també n'hi ha de fets amb altres metalls, fusta, cordes, canyes de bambú, o materials compostos més moderns. Bàsicament, l'estructura d'un pont és la següent:
- Un tauler, que és la part de l'estructura que suporta la circulació. Estructuralment, funciona com una llinda en la majoria de casos.
- Els estreps, que són les estructures que suporten el tauler en els seus dos extrems i que estan en contacte amb el terreny.
- Les piles, que són les estructures que suporten el tauler entre estreps.

La magnitud principal d'un pont és la longitud entre suports, anomenada llum, que pot anar dels pocs metres fins a gairebé 2 km i sol condicionar el disseny de l'estructura. L'altura entre els paraments inferior i superior del tauler s'anomena cantell. Cadascun dels trams entre dues piles consecutives (o una pila i un estrep) també es diu llum, o ull.

## Història

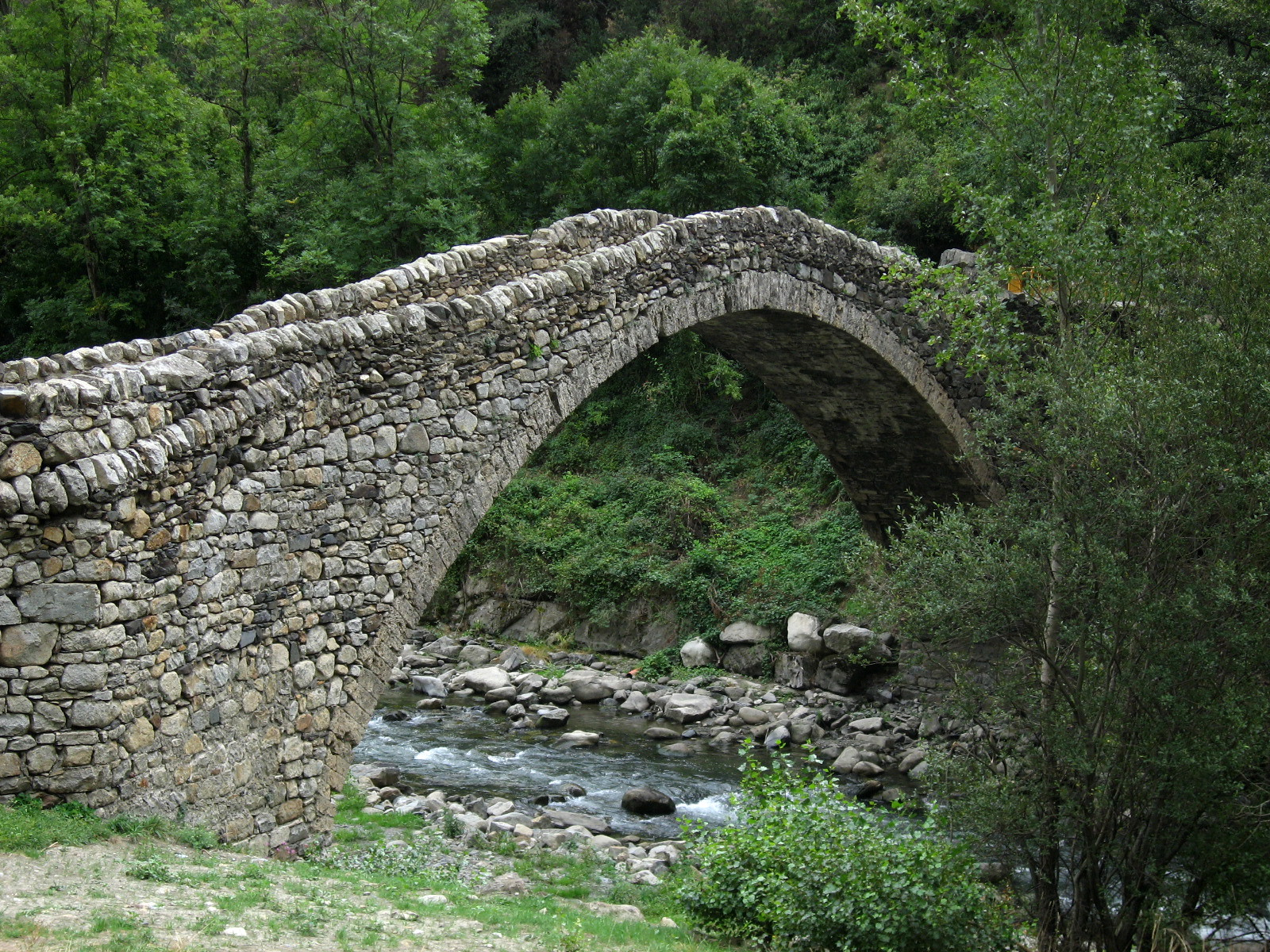
El pont de la Margineda és un pont romànic del, el més gran i ben preservat d'aquest estil a Andorra.

Els ponts més antics foren segurament troncs que queien de manera natural als cursos d'aigua. Els primers ponts construïts per la mà de l'home es feren amb canyes, troncs i taulons, usant eventualment també pedres.
Els arcs es van usar a l'Imperi Romà en nombroses construccions algunes de les quals encara existeixen. Els ponts romans eren de maçoneria, ja que usaven ciments, per lligar les pedres i permetre resistir petites traccions.
Durant el segle xviii, es van fer moltes innovacions en el disseny de ponts de bigues de la mà de Hans Ulrich, Johannes Grubenmann i d'altres.

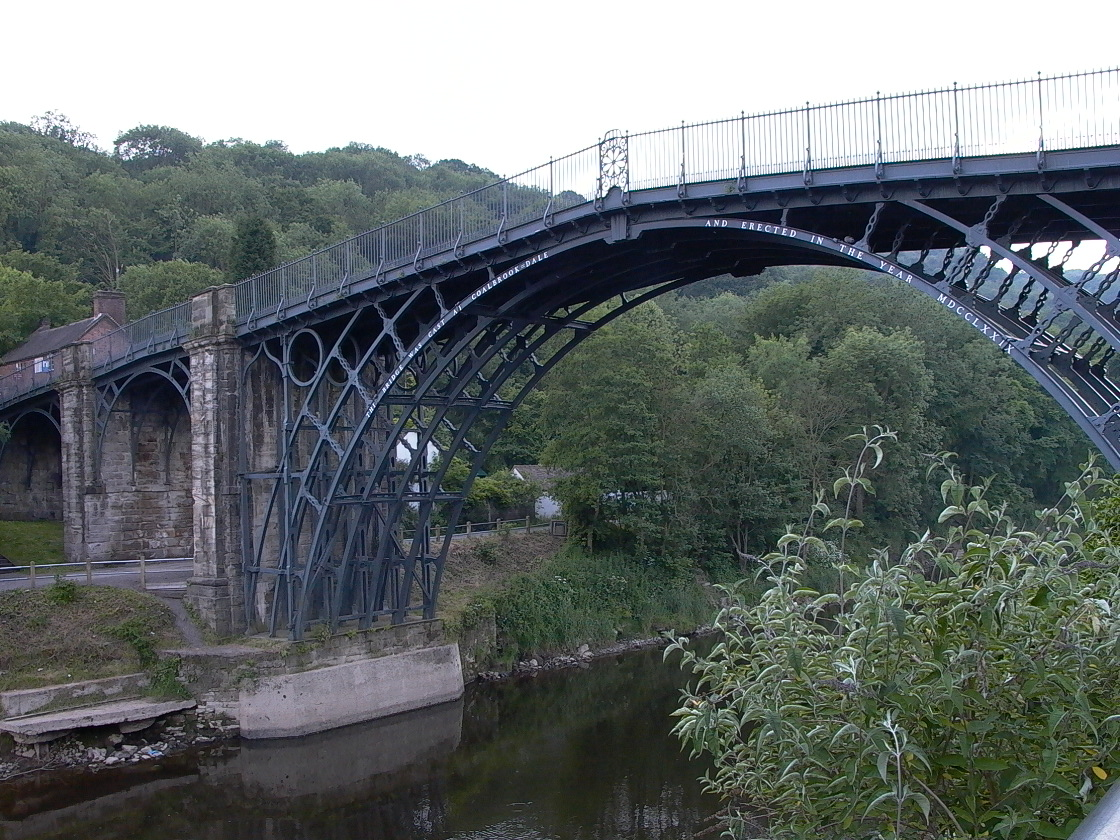
El pont "Iron Bridge", al poble d'Ironbridge (Regne Unit), el primer pont de ferro d'Europa, data del 1779 i salva el riu Severn.

Amb la Revolució Industrial al segle xix es van desenvolupar ponts de gelosia de ferro forjat amb els quals es van aconseguir llums (longitud lliure) més elevades. El ferro però encara no tenia la resistència suficient per a aguantar grans càrregues. La producció de ponts va veure's augmentada amb la construcció dels primers ferrocarrils i amb l'arribada de l'acer, de gran resistència i ductilitat, es van construir ponts més llargs, molts usant idees de Gustave Eiffel.
El formigó armat, accidentalment descobert pel jardiner parisenc Monier, va esdevenir també material de construcció de molts ponts. El formigó pretesat també va usar-se en la construcció de ponts des de la seva invenció el 1928 de la mà del també francès Eugène Freyssinet. Al llarg dels últims anys també s'ha innovat amb altres materials com per exemple l'acer inoxidable o els plàstics reforçats amb fibres.

## Classificació segons el seu ús
Un pont pot donar servei a les ferrovies o al trànsit rodat. Un pont de tren, estrada o autoestrada que salva una vall mitjançant unes quantes llums, s'anomena viaducte. Quan un pont passa per sobre d'una via s'anomena un pas elevat (o pas superior).
Un pont moll era fet de posts gitades en un curs d'aigua que era impossible de franquejar a peu eixut.
Una passarel·la és un pont dissenyat per a ser utilitzat per vianants i/o fer de suport de serveis (canonades d'aigua potable, clavegueres, cablejat...).
Un aqüeducte és un pont amb un canal, fet per a transportar aigua en làmina lliure. És per això que tenen un pendent molt suau. Tots tres aqüeductes de les fotos a baix són Patrimoni de la Humanitat (UNESCO).

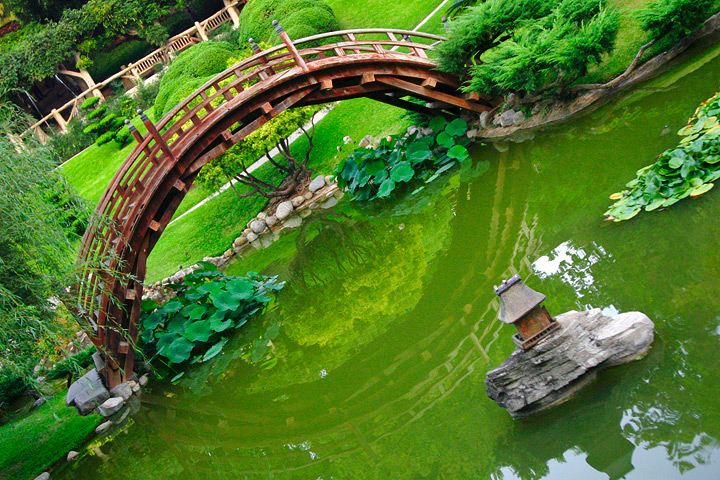
Un pont de jardí japonès

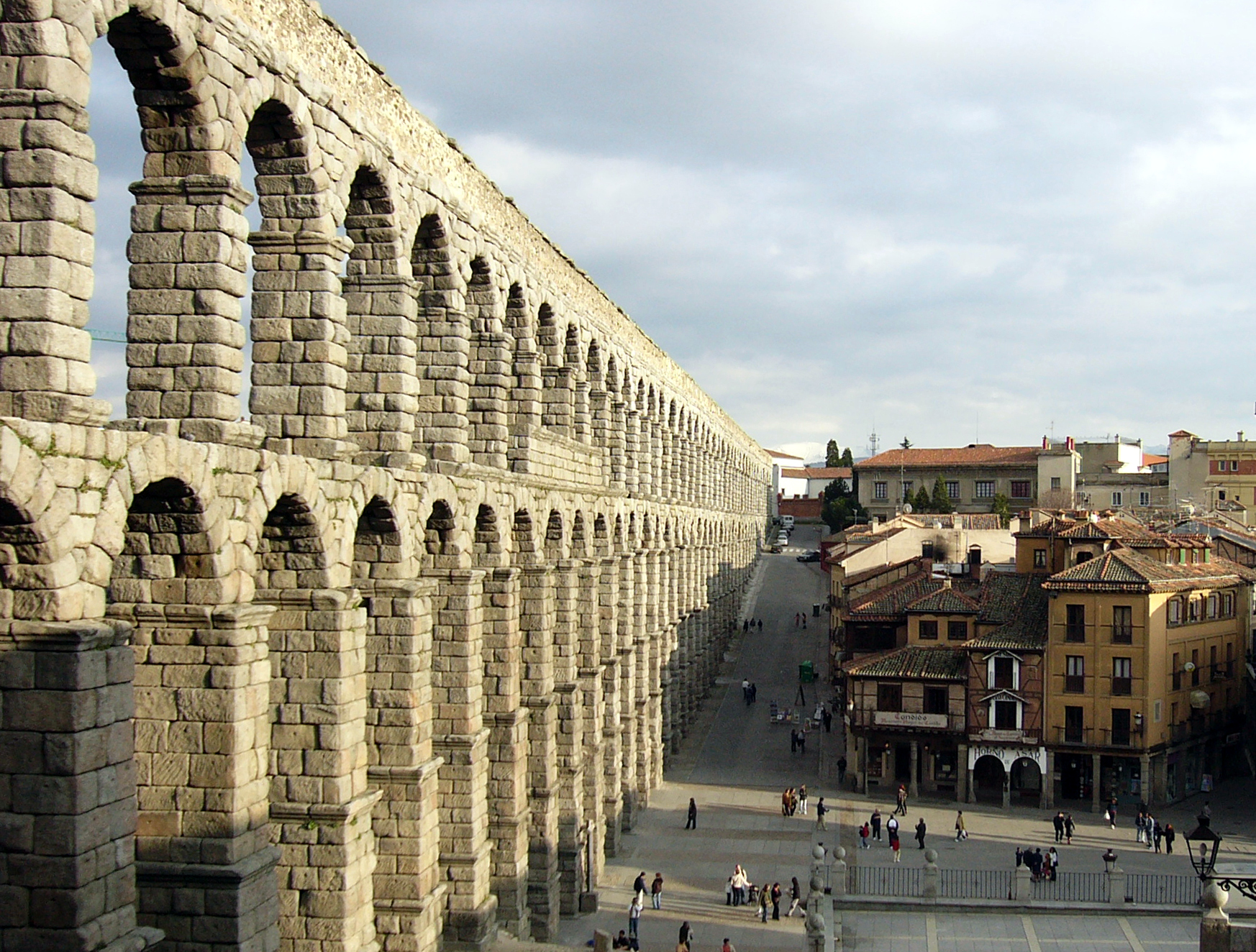
Aqüeducte de Segòvia
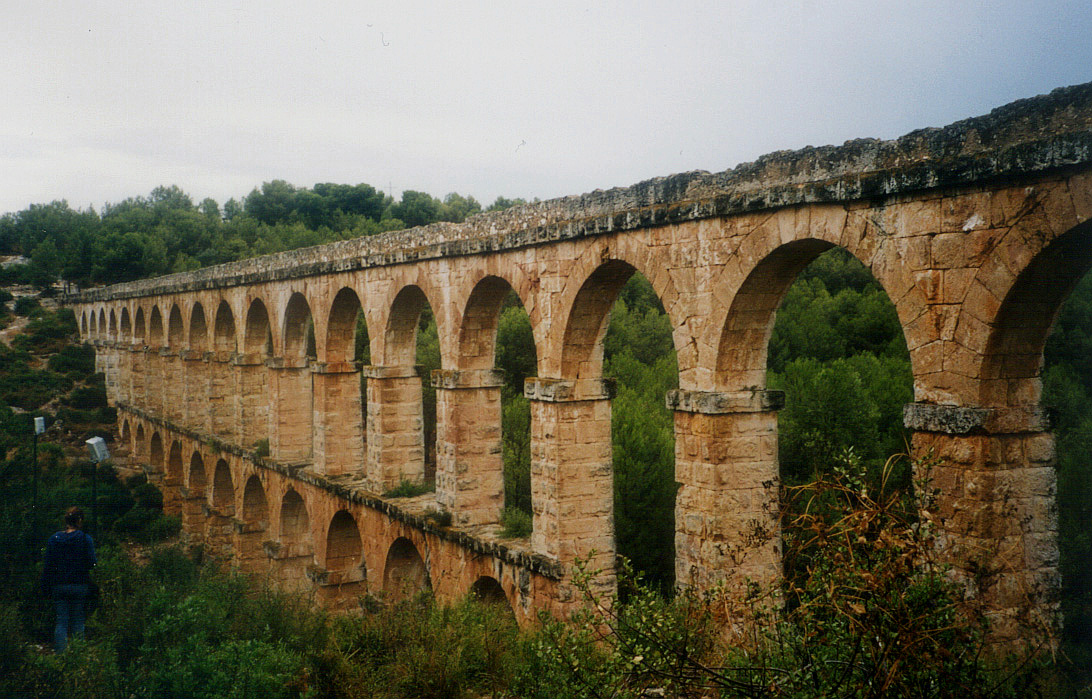
Aqüeducte romà de Tarragona, Tarragonès.
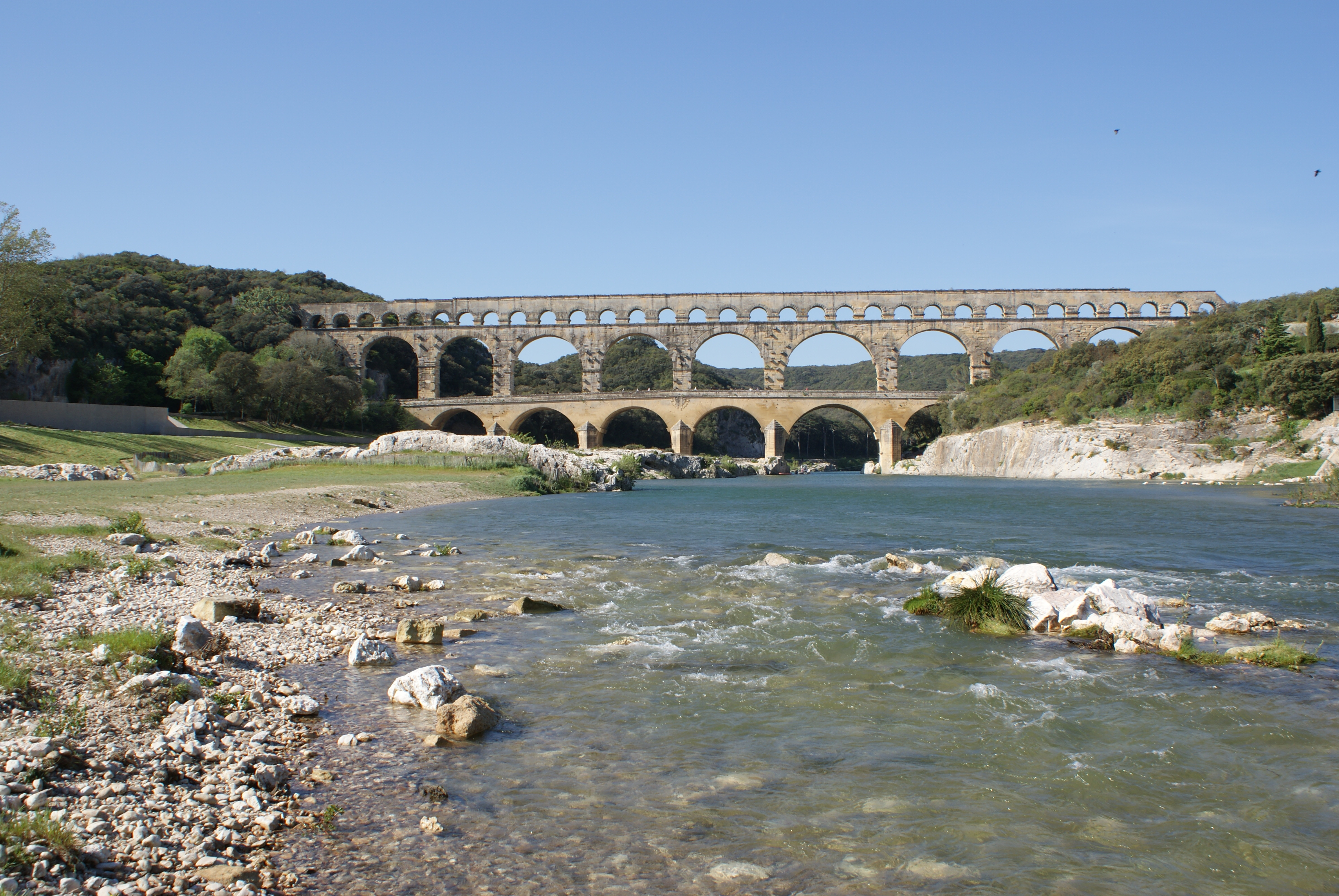
El pont del Gard, a Remolins, Gard, que servia tant d'aqüeducte com de pont.

Finalment, també cal destacar que alguns ponts són construïts per a un ús decoratiu o cerimonial. A l'antiga cultura xinesa i japonesa es feren nombrosos ponts amb una missió plenament decorativa (als jardins, construïts sobre cursos d'aigua artificials) i també cerimonial. L'ús decoratiu també s'ha mantingut a molts ponts a parcs, i molts altres ponts combinen funcionalitat amb espectacularitat.

## Tipologies estructurals

### Ponts de tram recte
Els ponts de tram recte són aquells formats per un tauler que treballa com a biga (simple, contínua, o cantilever) simplement recolzada en les piles i estreps. Els taulers poden ésser de bigues, llosa, caixons, o bé poden ser una gelosia, normalment d'acer. Els que tenen una sola llum solen ser de cantell constant, mentre que els formats per diverses llums, poden presentar cantell variable si les llums són prou importants. En aquest tipus de ponts, els trams extrems solen ser lleugerament més curts (aproximadament el 25% més curts) que els centrals per aconseguir fletxes i girs similars a tot arreu.

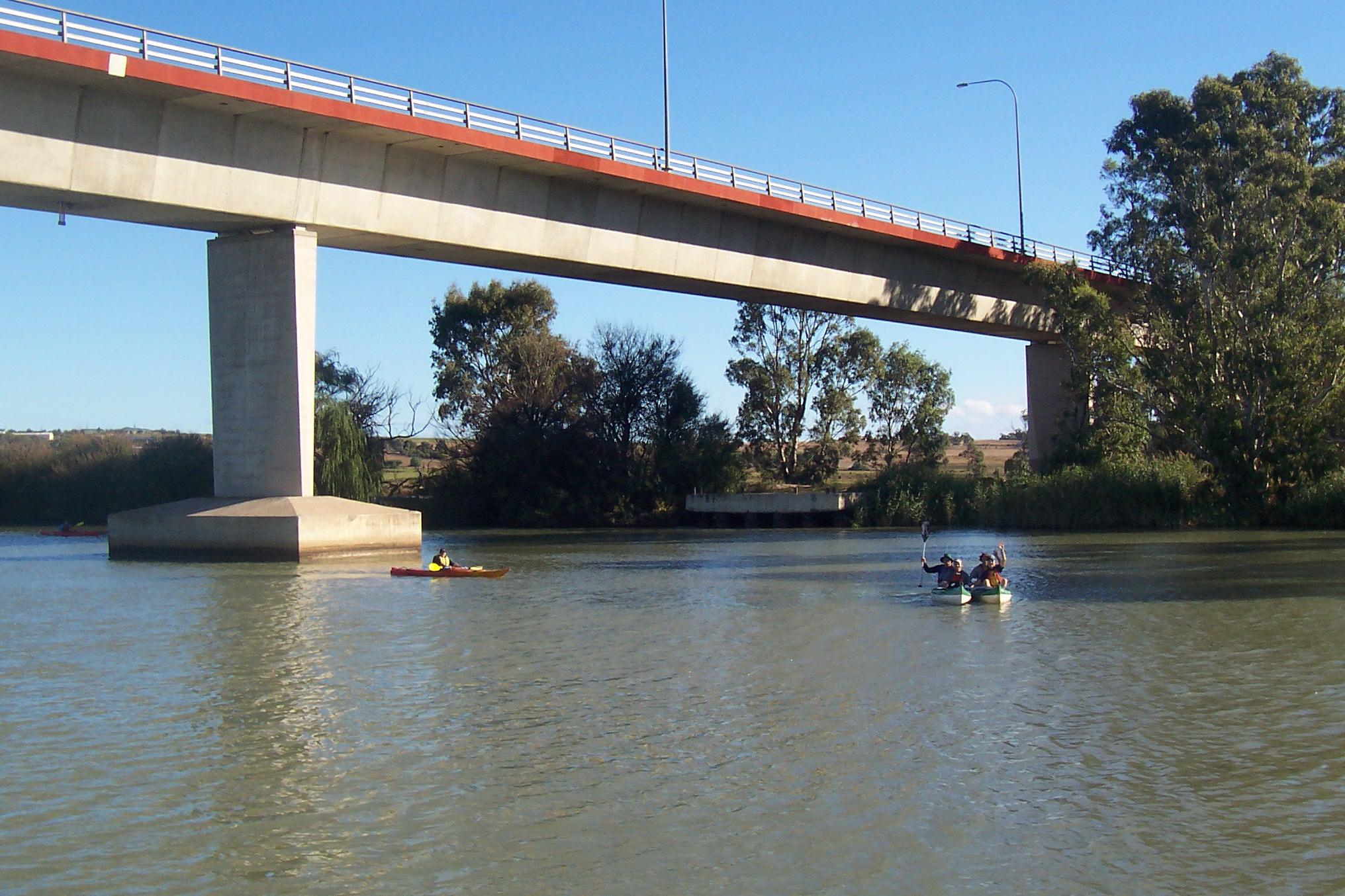
El pont de Swanport sobre el riu Murray, a Austràlia
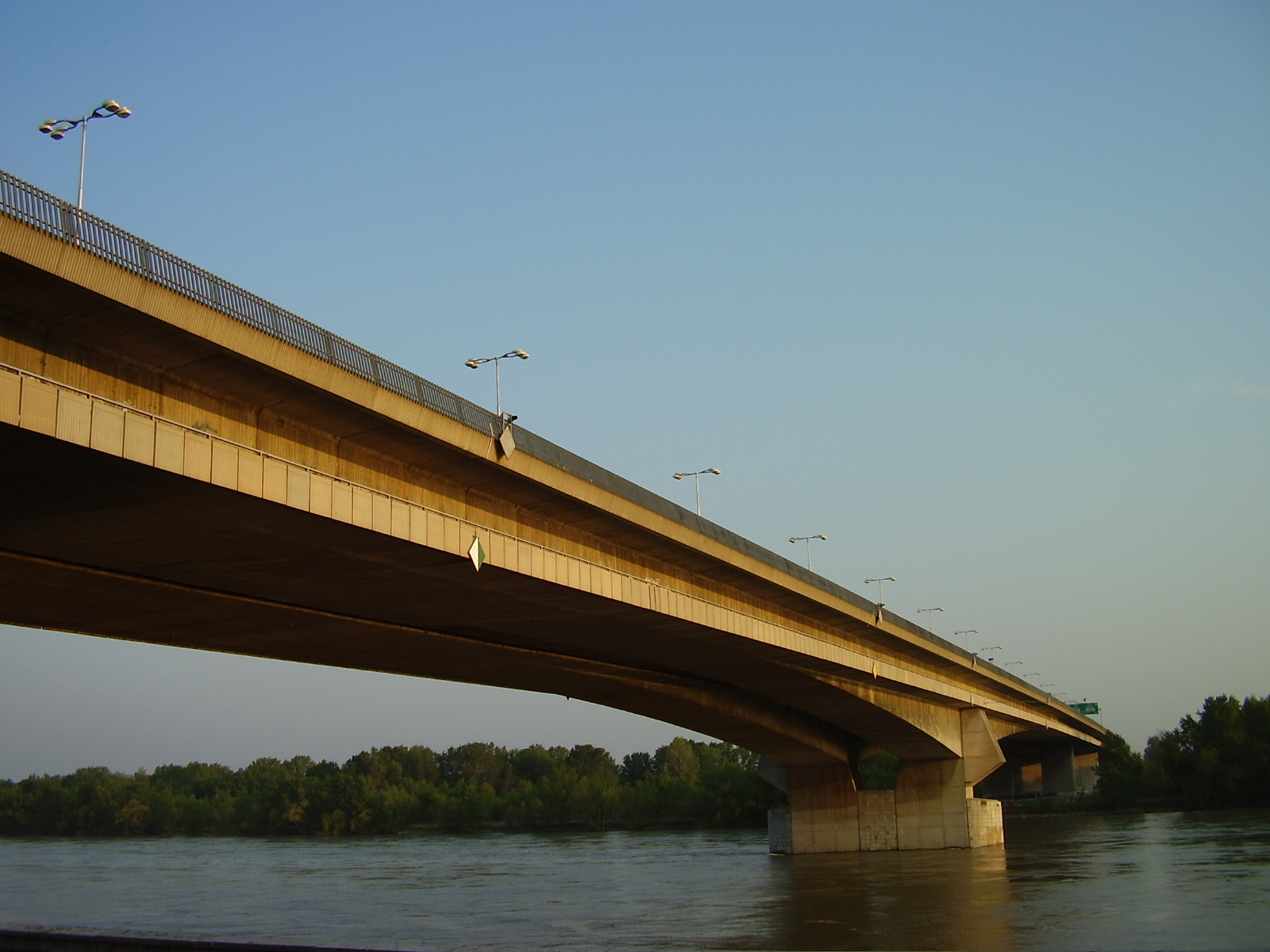
El pont de Lafranconi, a Bratislava (Eslovàquia), salva el Danubi.
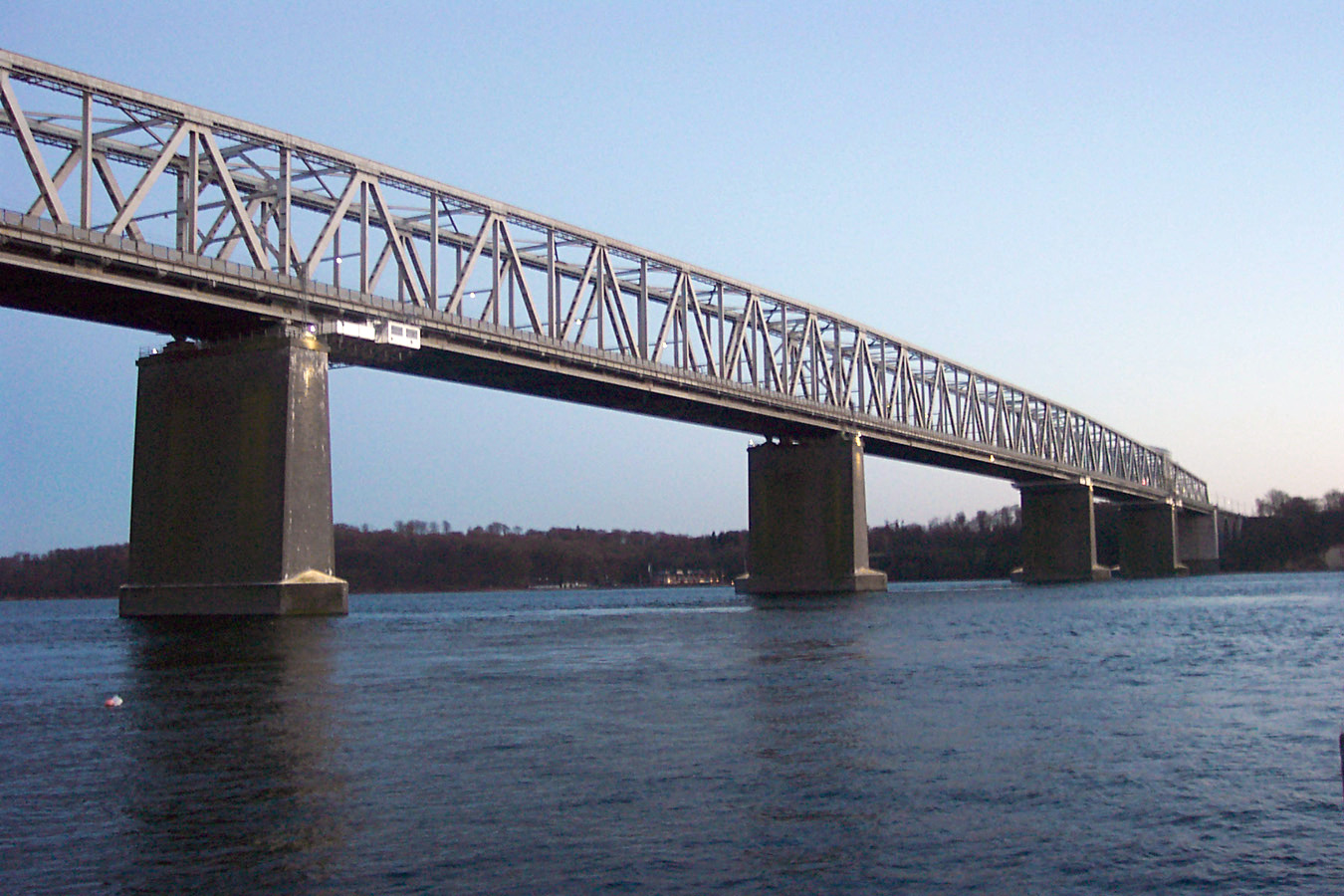
El pont de gelosia sobre el Petit Belt, Dinamarca
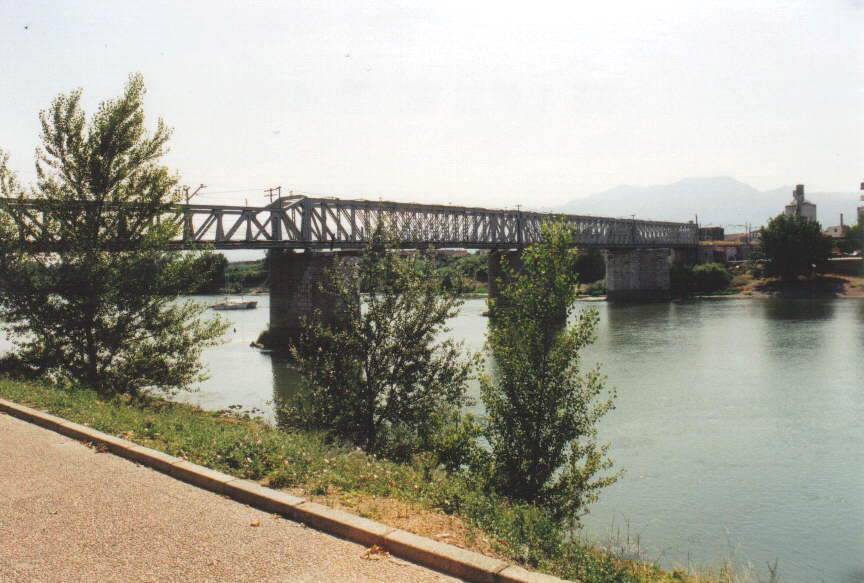
Un pont de gelosia sobre el riu Ebre a Tortosa

### Ponts pòrtic
Els ponts pòrtic són aquells ponts de tram recte en què s'encasta el tauler en algun suport, de manera que l'estructura, en forma de pòrtic, treballa conjuntament. Normalment tenen només un sol tram i es busca molta rigidesa a flexió als estreps (per això sovint es desdoblen). Aquests muntants s'encasten als fonaments si el tauler és de formigó armat però cal alliberar el gir al peu (per exemple, amb una ròtula) quan és de formigó posttesat.

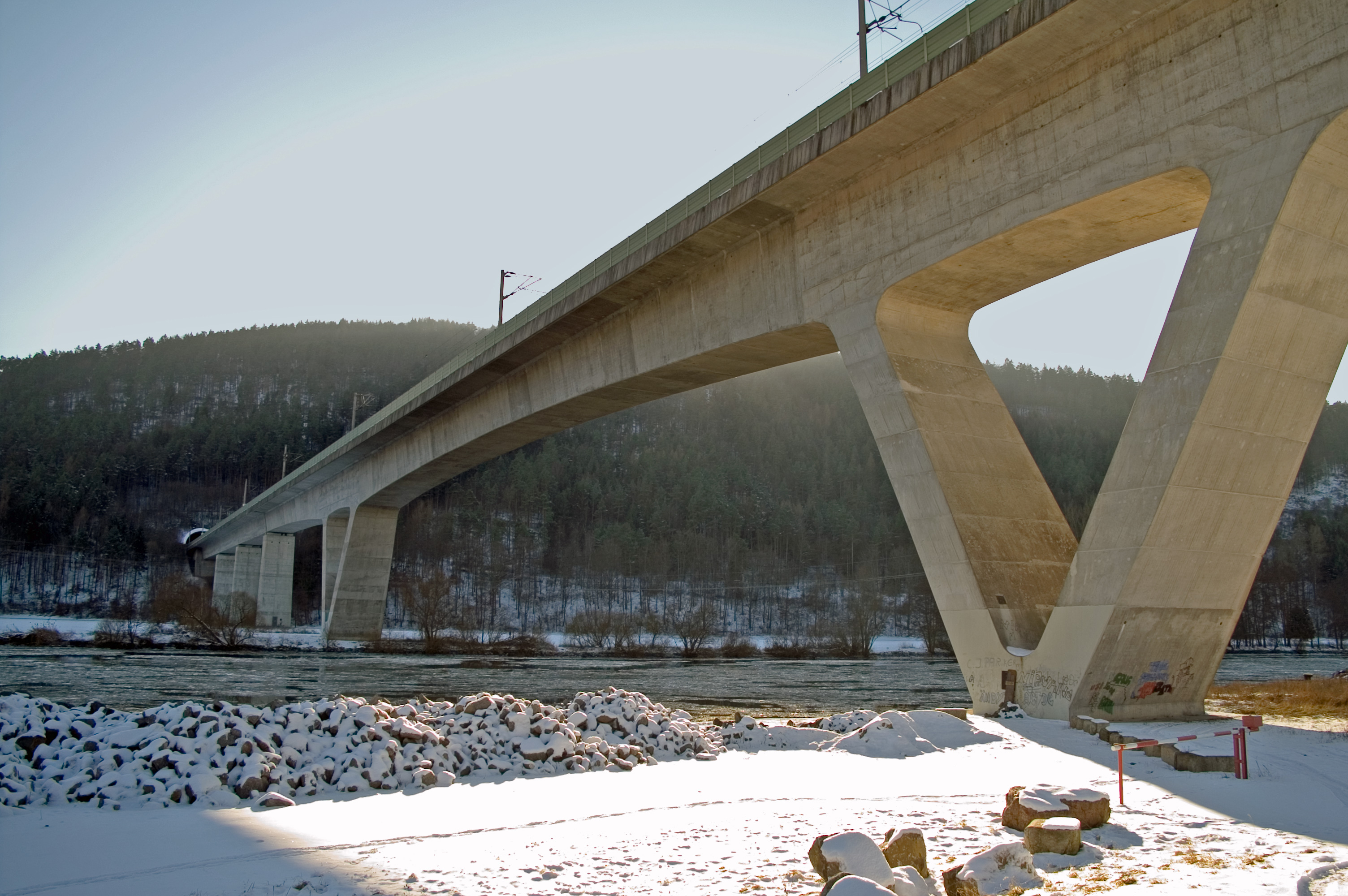
Pont de ferrocarril sobre el Main a Gemünden, Alemanya
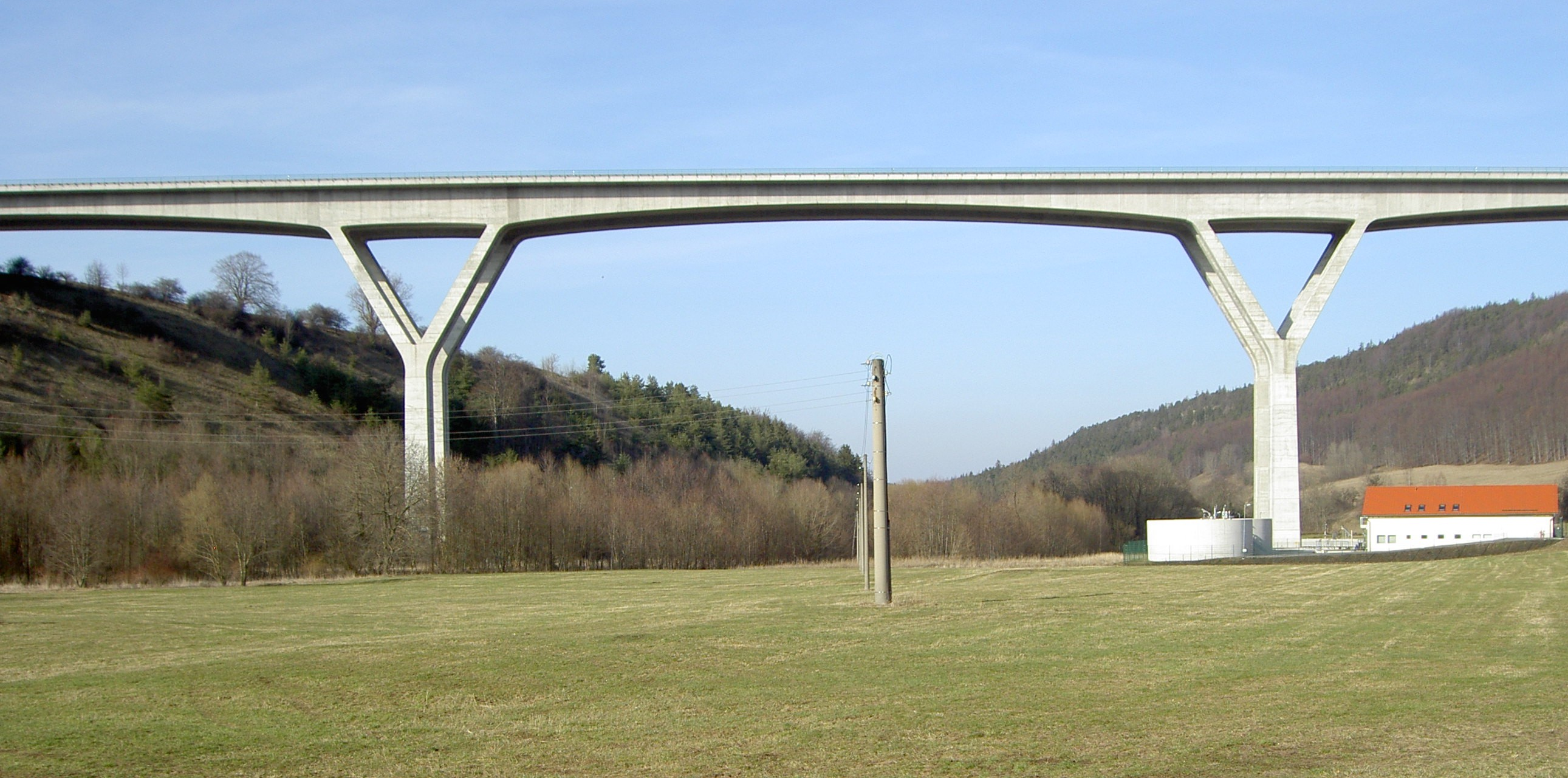
Talbruecke Zahme Gera

### Ponts en mènsula
Quan els ponts presenten una estructura que es projecta horitzontalment en l'espai recolzada únicament en un extrem (cantilever), es parla de ponts cantilever. Per petites passarel·les, els cantilever poden ser bigues simples. Tanmateix, els grans ponts cantilever dissenyats per a càrregues més elevades necessiten grans estructures lleugeres per a suportar els grans esforços que apareixen; així, les gelosies d'acer solen ser la solució escollida.

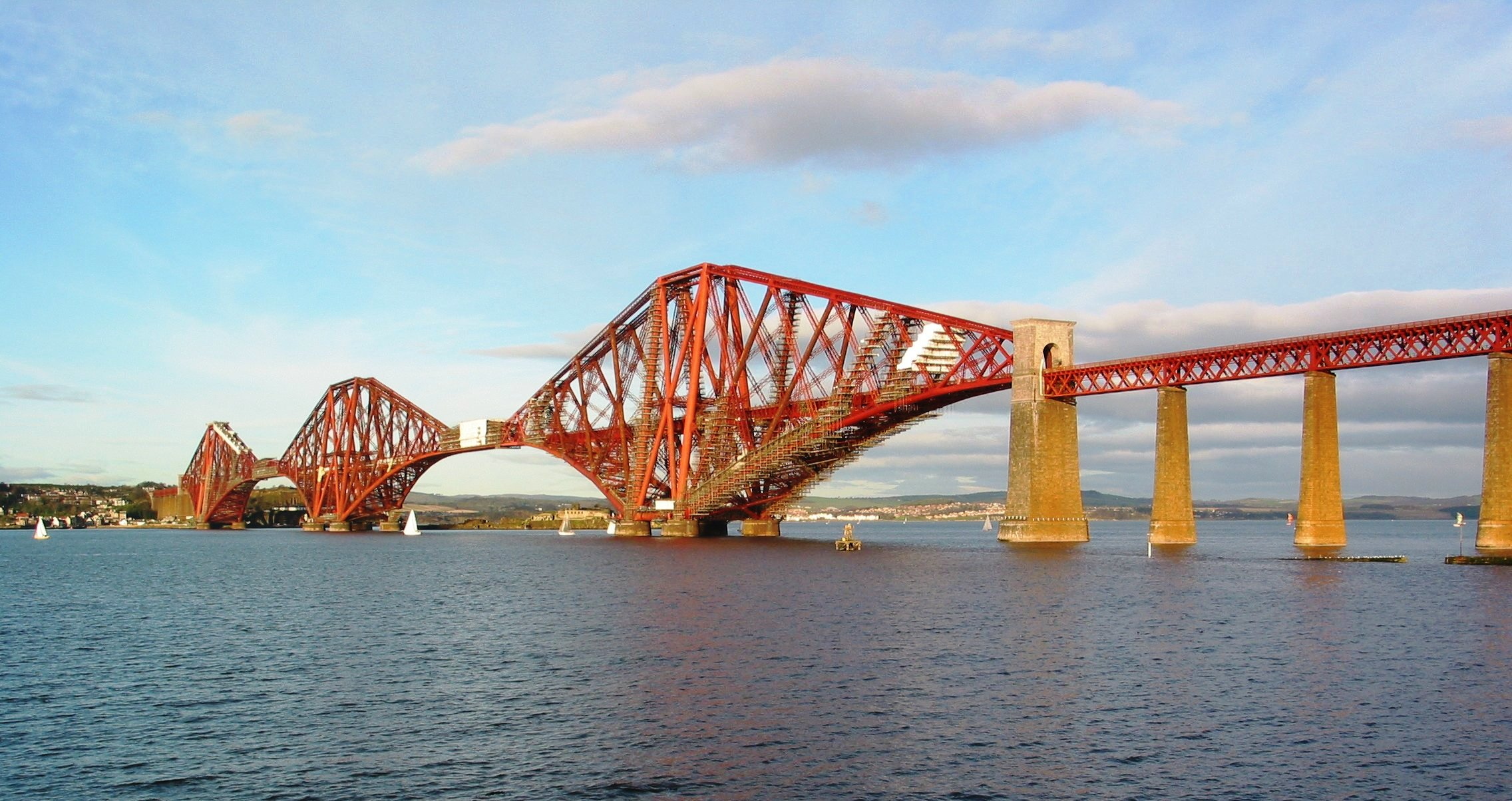
El pont cantilever de Forth, Escòcia
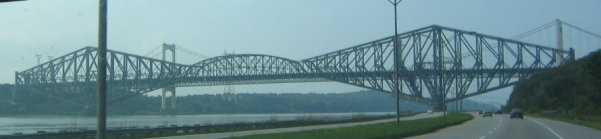
El pont de Quebec, entre Levis i la Ciutat de Quebec, Quebec
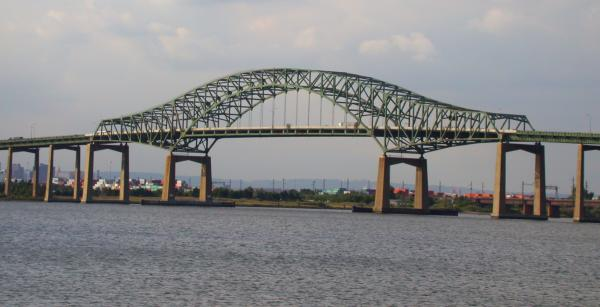
El Pont de la badia de Newark (o Vincent R. Casciano Memorial Bridge) enllaçant Newark i Bayonne

### Ponts d'arc
Els ponts d'arc són aquells que resisteixen fonamentalment a compressió gràcies a la seva forma. N'hi ha de molt antics, fets de maçoneria i també de moderns, amb una biga corba (en forma d'U invertida) dissenyada per a resistir les càrregues verticals sense flexionar-se, únicament comprimint-se (vegeu antifunicularitat). Dins la tipologia moderna (amb una biga diferenciada del tauler), normalment existeix un tauler pla (de forma més funcional que la biga arc) que es pot situar per sobre l'arc recolzat amb pilars (com el viaducte de Garabit, per sota penjat per cables o barres (com el pont del port de Sidney), o bé en una posició intermèdia. Es poden assolir llums força considerables. El rècord el té el pont de New River Gorge amb 518 metres.

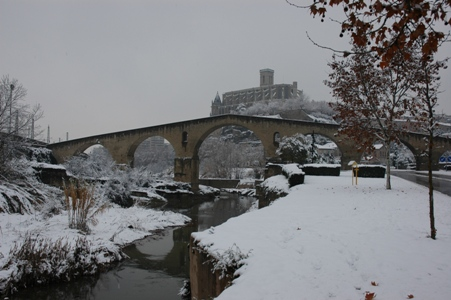
El Pont vell de Manresa (Bages) sobre el Cardener, reconstrucció fidel d'un pont medieval.
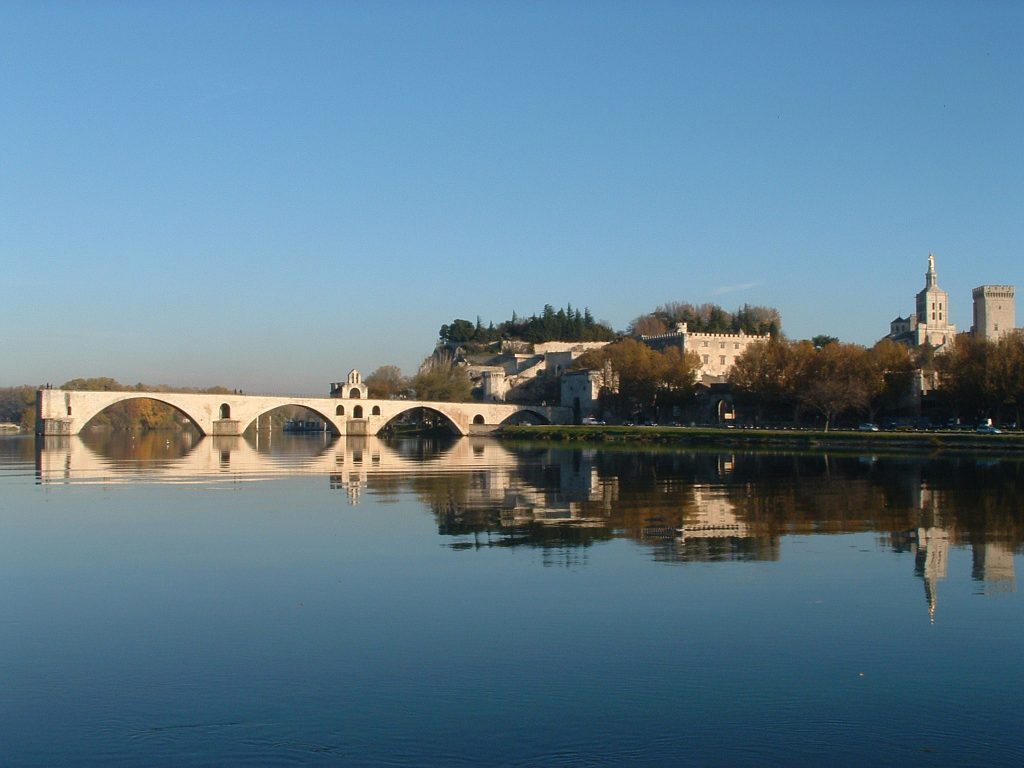
El Pont de Sant Beneset, a Avinyó, França
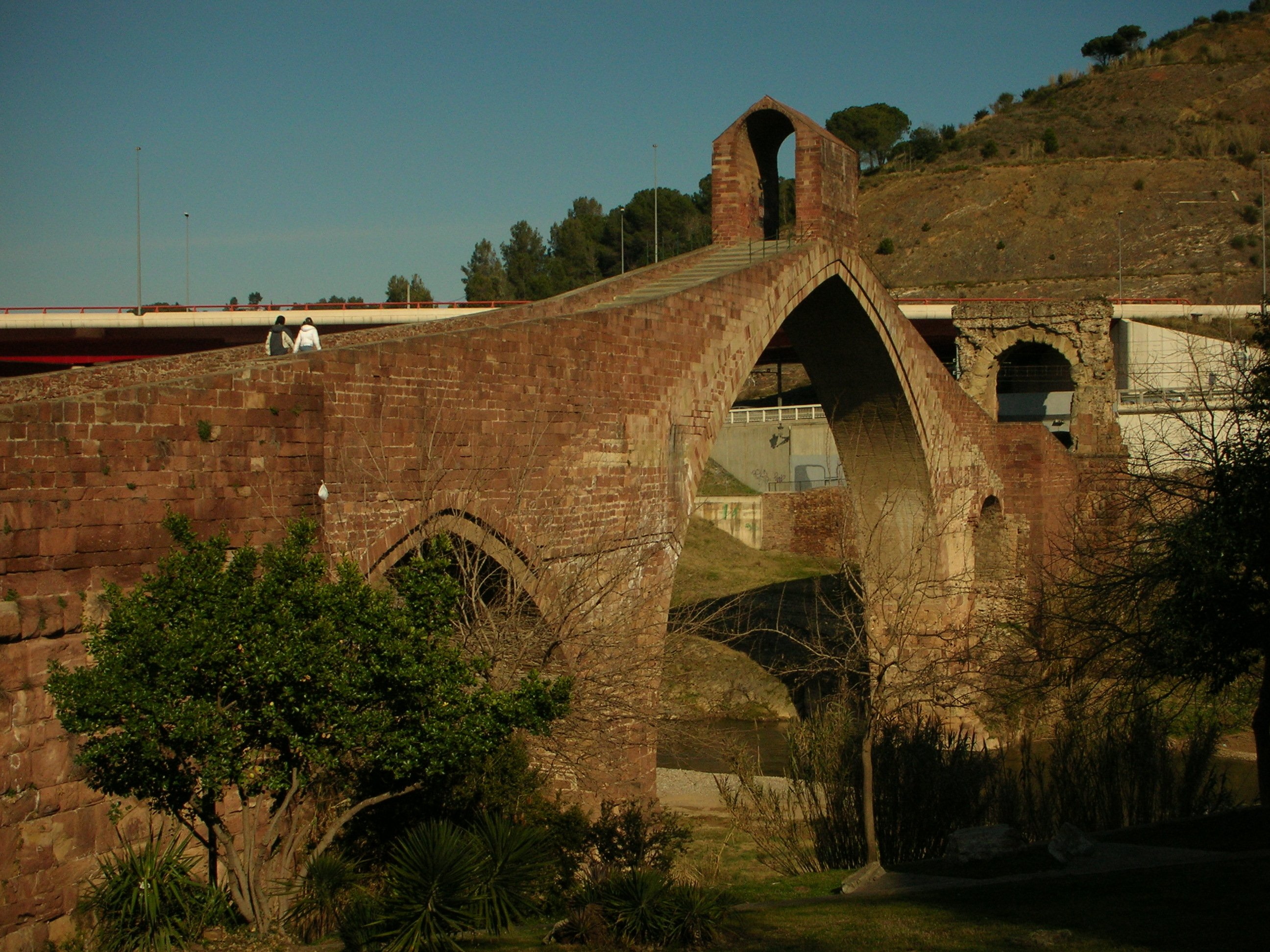
El Pont del Diable sobre el Llobregat, a Martorell
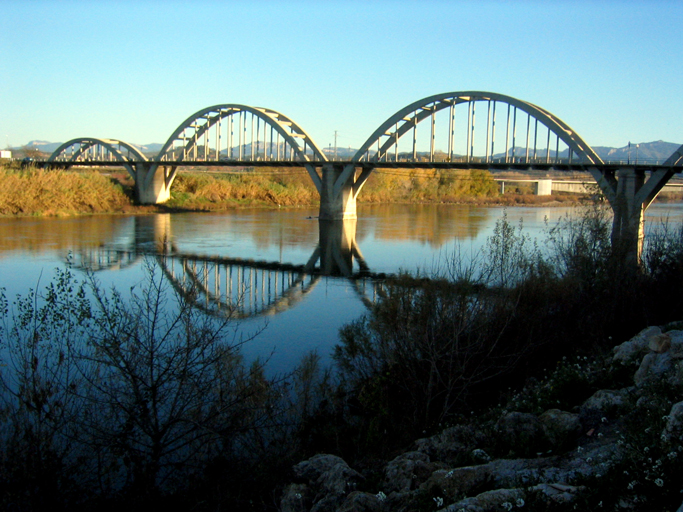
Pont d'arcades de Móra d'Ebre (Ribera d'Ebre), estructura de 1943 de formigó armat sobre l'Ebre.
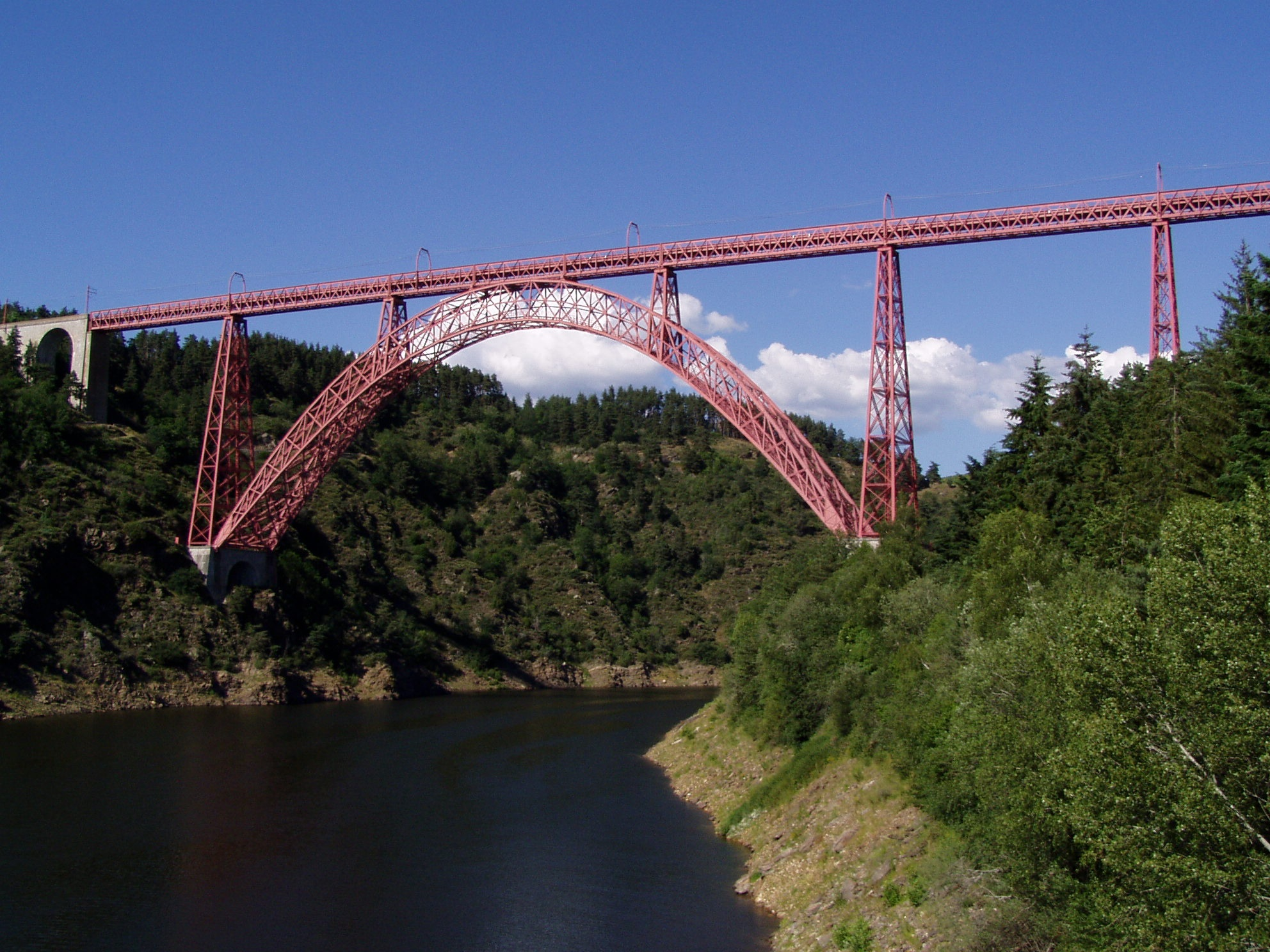
El viaducte de Garabit, de l'enginyer francès Gustave Eiffel
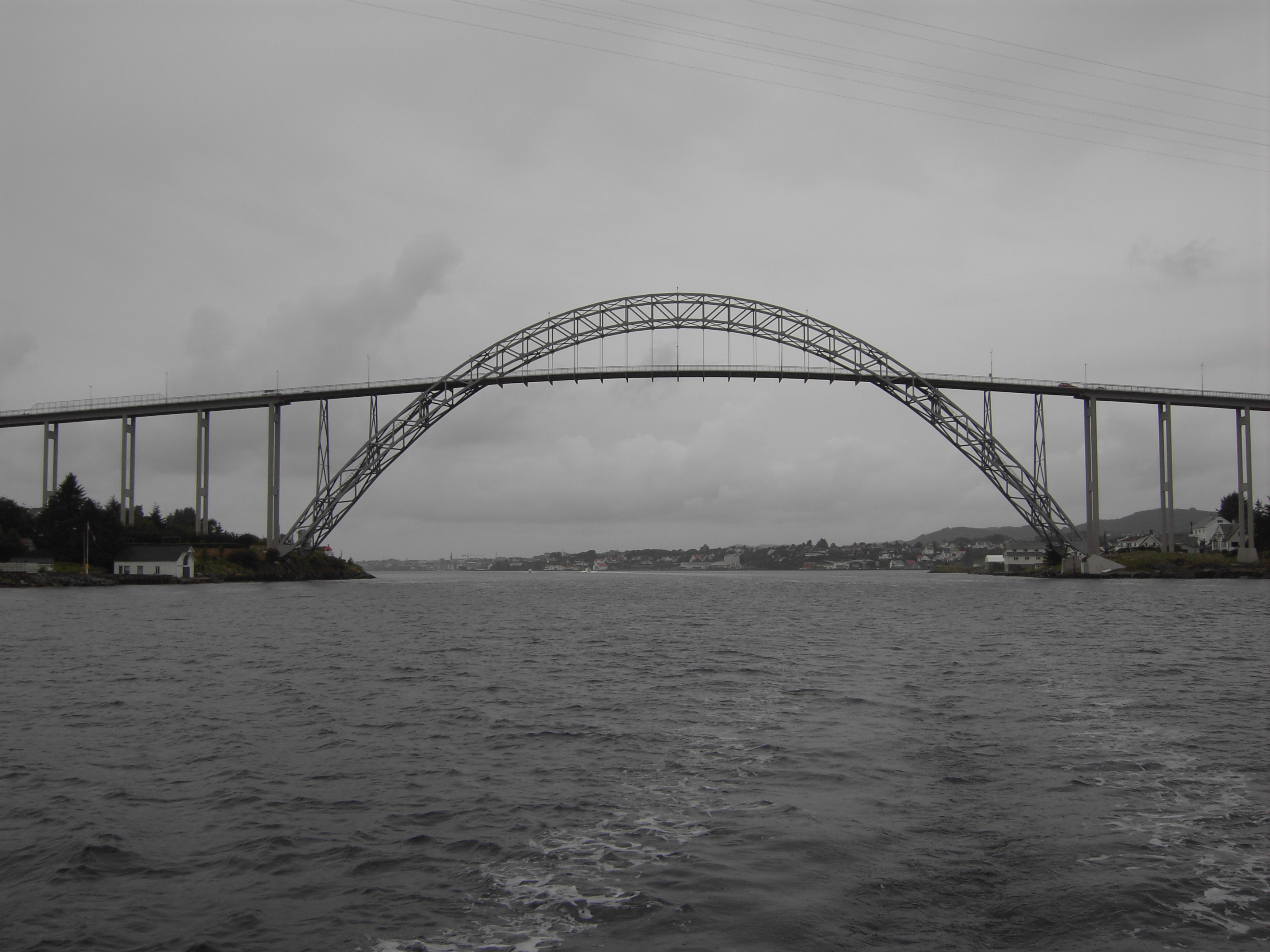
El pont de Karmsund, de tauler intermedi prop de Haugesund, Noruega
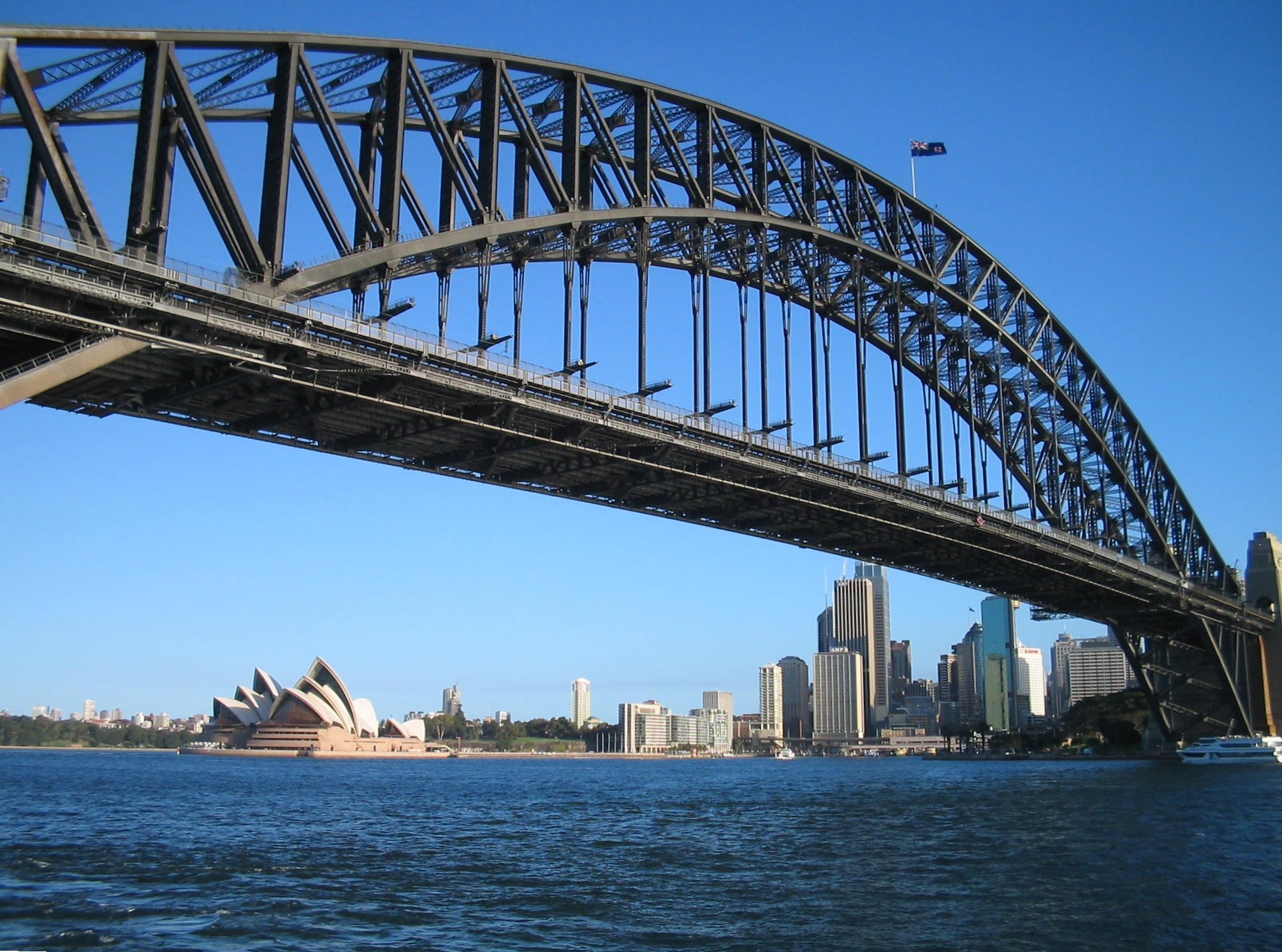
Pont del Port de Sydney a Sydney, Austràlia, de tauler inferior
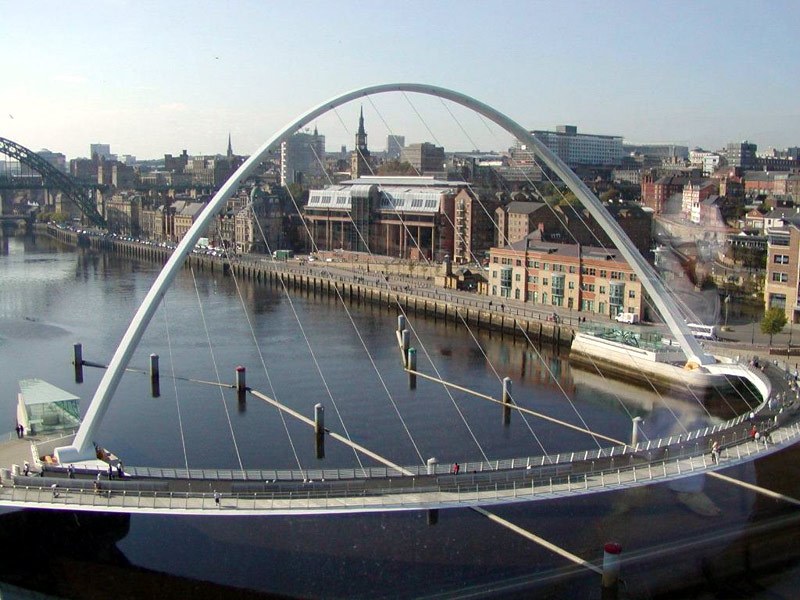
El Pont del Mil·lenni sobre el riu Tyne, enllaçant Gateshead i Newcastle upon Tyne
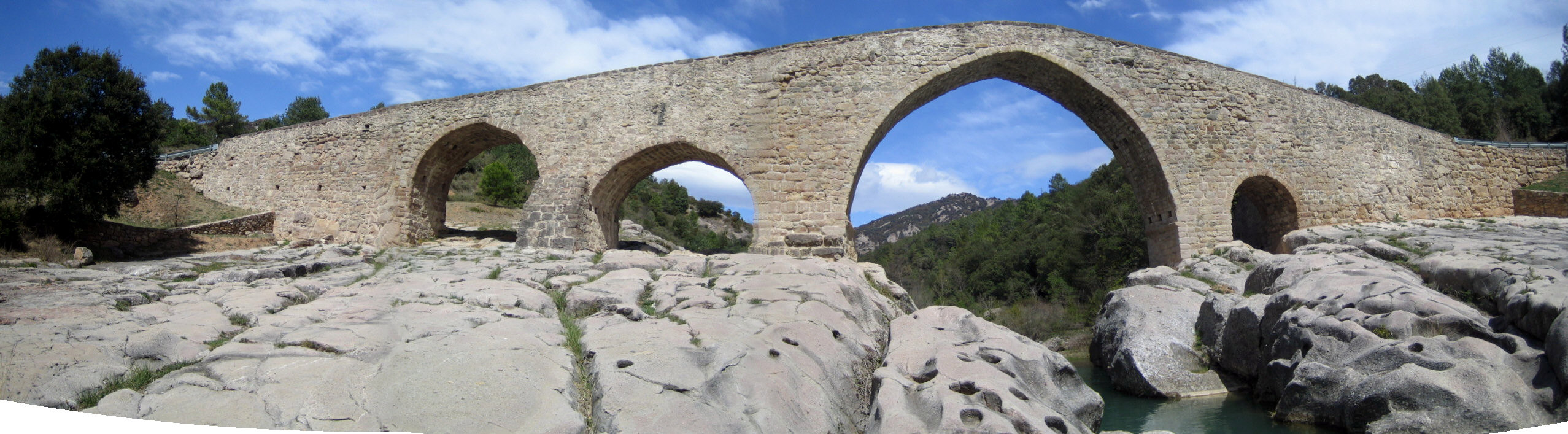
pont de Pedret sobre el Llobregat S.XIII, Via verda del llobregat, Cercs, Barcelona

### Ponts de bandes teses

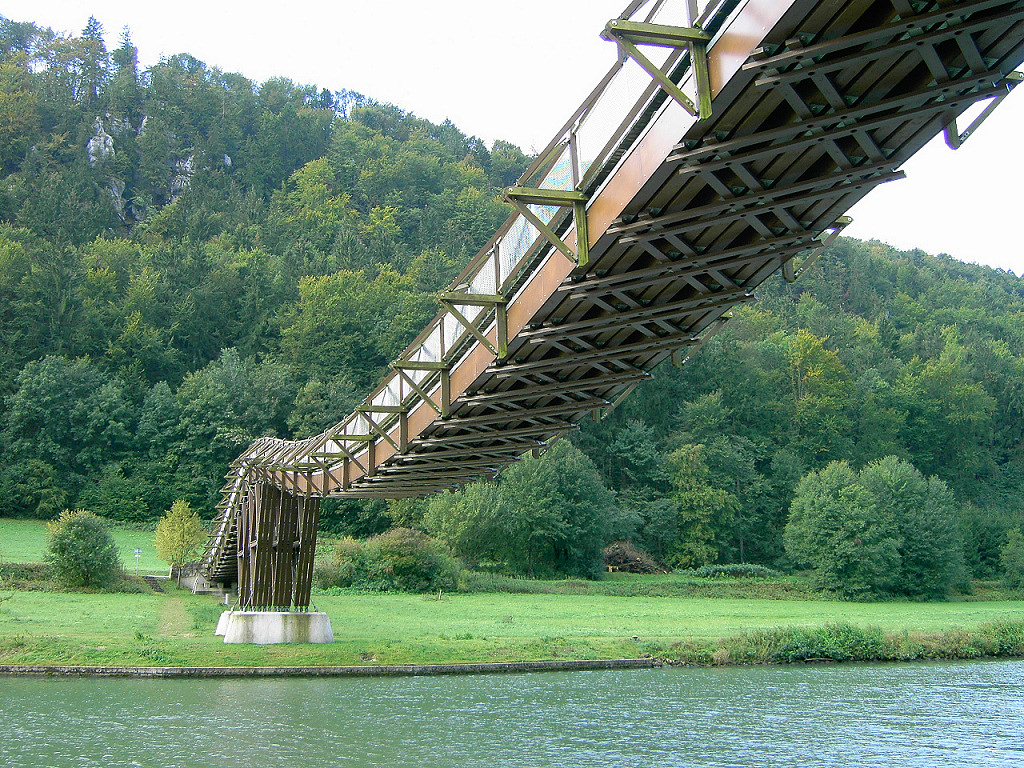
Una banda tesa a Essing, Alemanya

Les bandes teses són ponts molt esvelts dissenyats per a treballar purament a tracció, i és la tipologia antagònica als ponts d'arc. La seva forma s'assimila a la que agafaria un cable penjat des dels extrems de la banda (vegeu funicularitat). Solen ser de formigó pretesat amb forces de posttesat molt elevades per aconseguir comprimir el formigó malgrat la forma, de manera que el formigó acaba treballant com un arc amb una càrrega cap amunt introduïda pel pretesat. Molt sovint són passarel·les tot i que existeixen també ponts per a trànsit rodat suportats per una banda tesa (en aquest cas, és necessari un tauler per sobre la banda).

### Ponts penjants
Els ponts penjats són aquells que tenen unes torres per aguantar els cables portants (que van de torre en torre) d'on s'hi penja el tauler mitjançant cables verticals anomenats pèndoles. Els cables portants cal que estiguin ancorats de manera segura a cada extrem del pont, car cada càrrega al pont es transforma en una tensió en aquests cables. És un tipus de pont agradable a la vista, com és el Golden Gate a l'entrada de la Badia de San Francisco. No és adequat per a transport ferroviari pesant doncs podria flectar sota un pes concentrat com el d'una locomotora. Molts ponts d'aquest tipus tenen els extrems de la llosa amb formes aerodinàmiques, per tal d'evitar efectes turbulents i aeroelàstics tals com els que van destruir el Pont de Tacoma Narrows. La llum pot arribar fins a gairebé els 2000 metres del Pont Akashi-Kaikyo, rècord absolut.

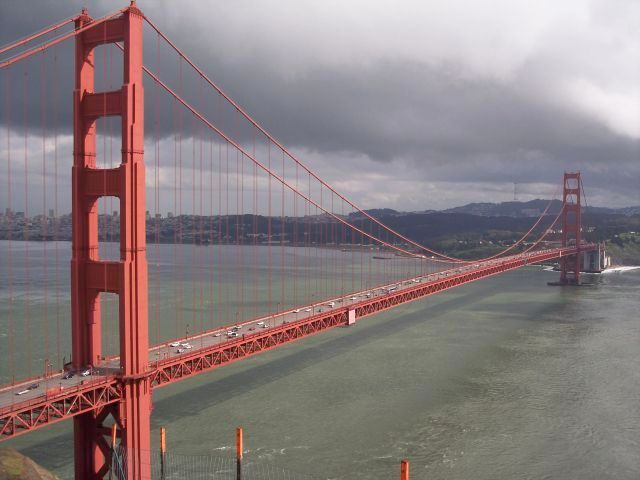
El pont Golden Gate a San Francisco, EUA
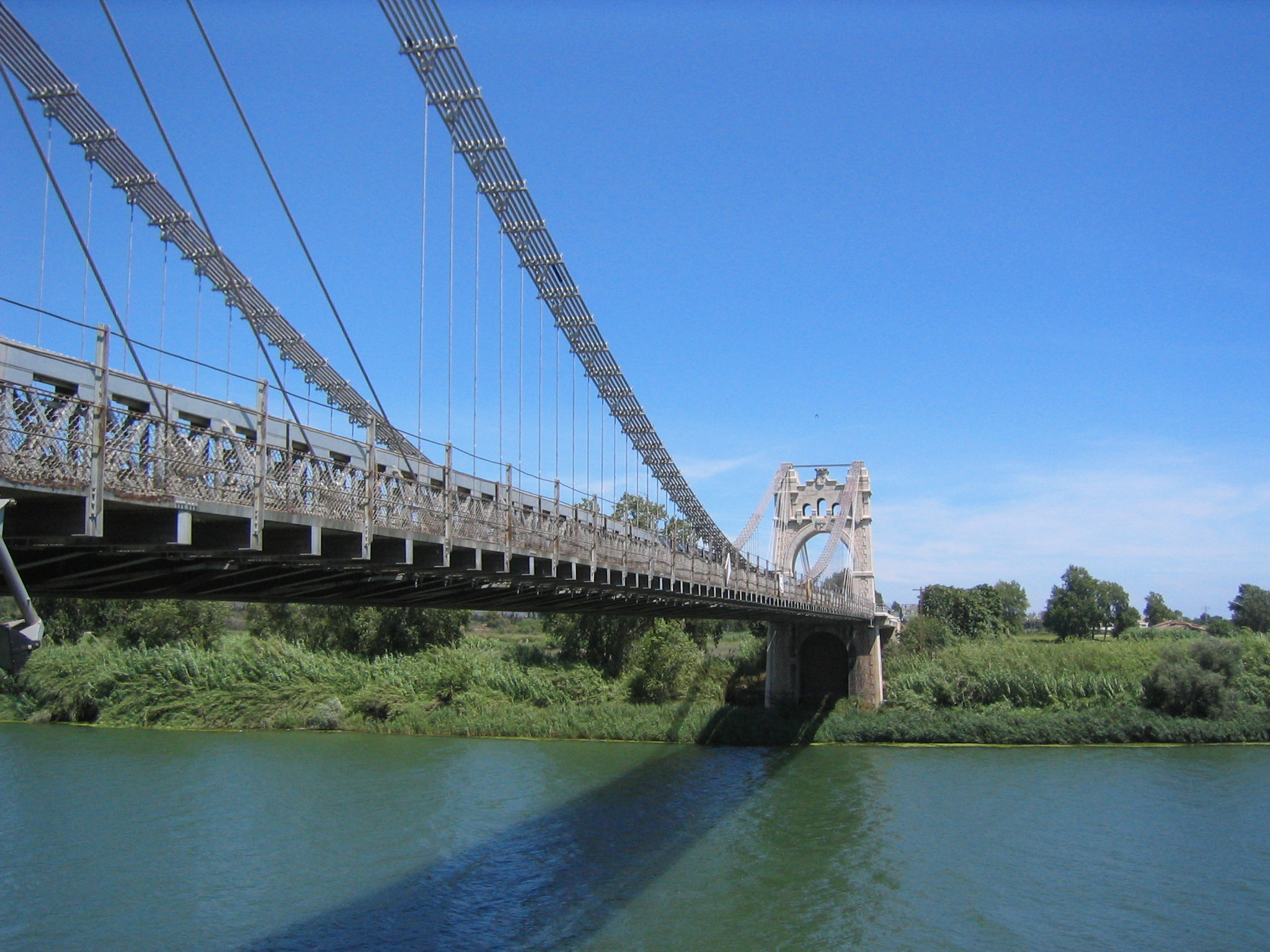
El pont penjant sobre l'Ebre a Amposta, obra de J. Eugenio Ribera, 1921
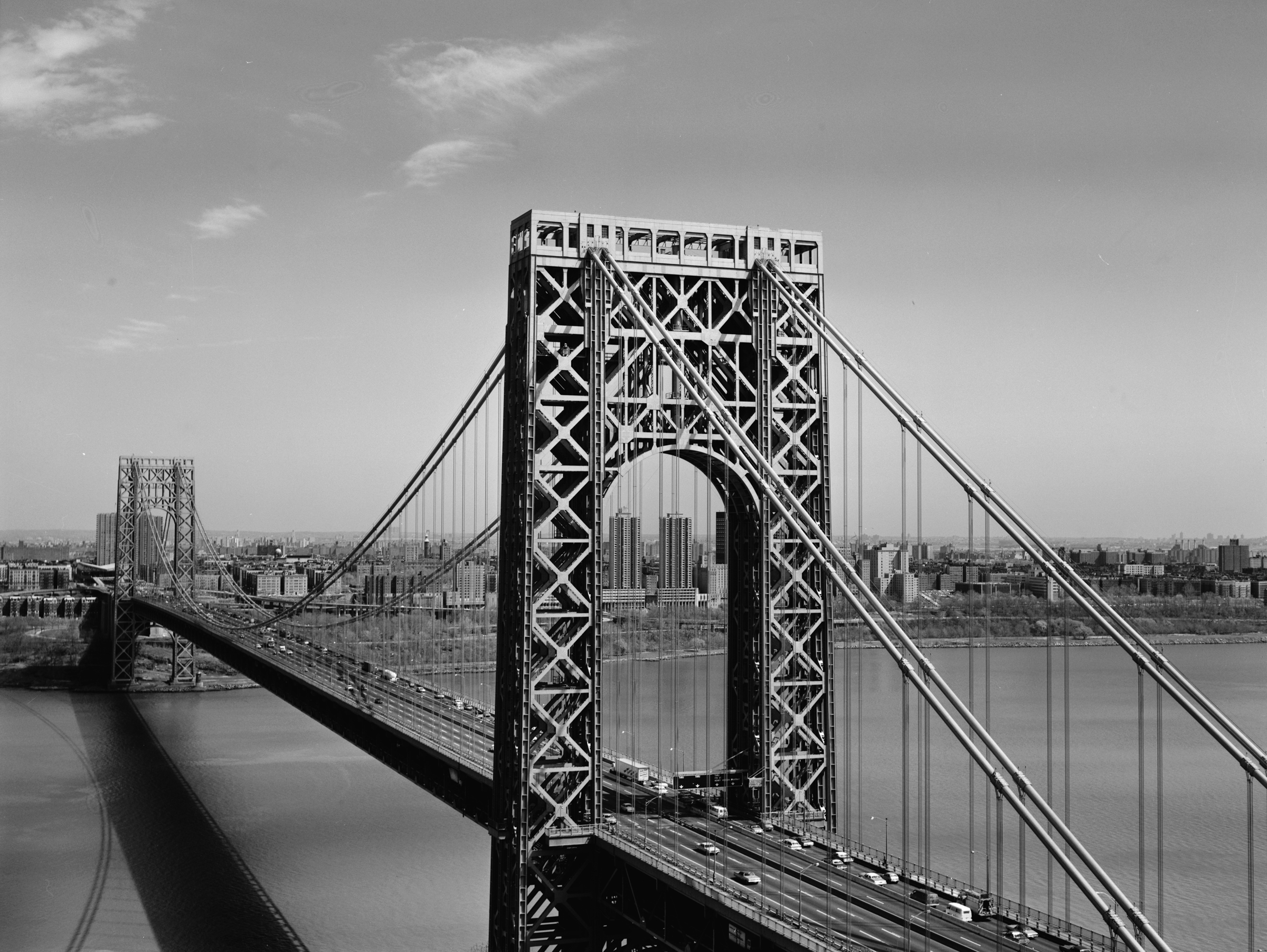
El pont de George Washington, sobre el riu Hudson, entre Nova York i Nova Jersey.
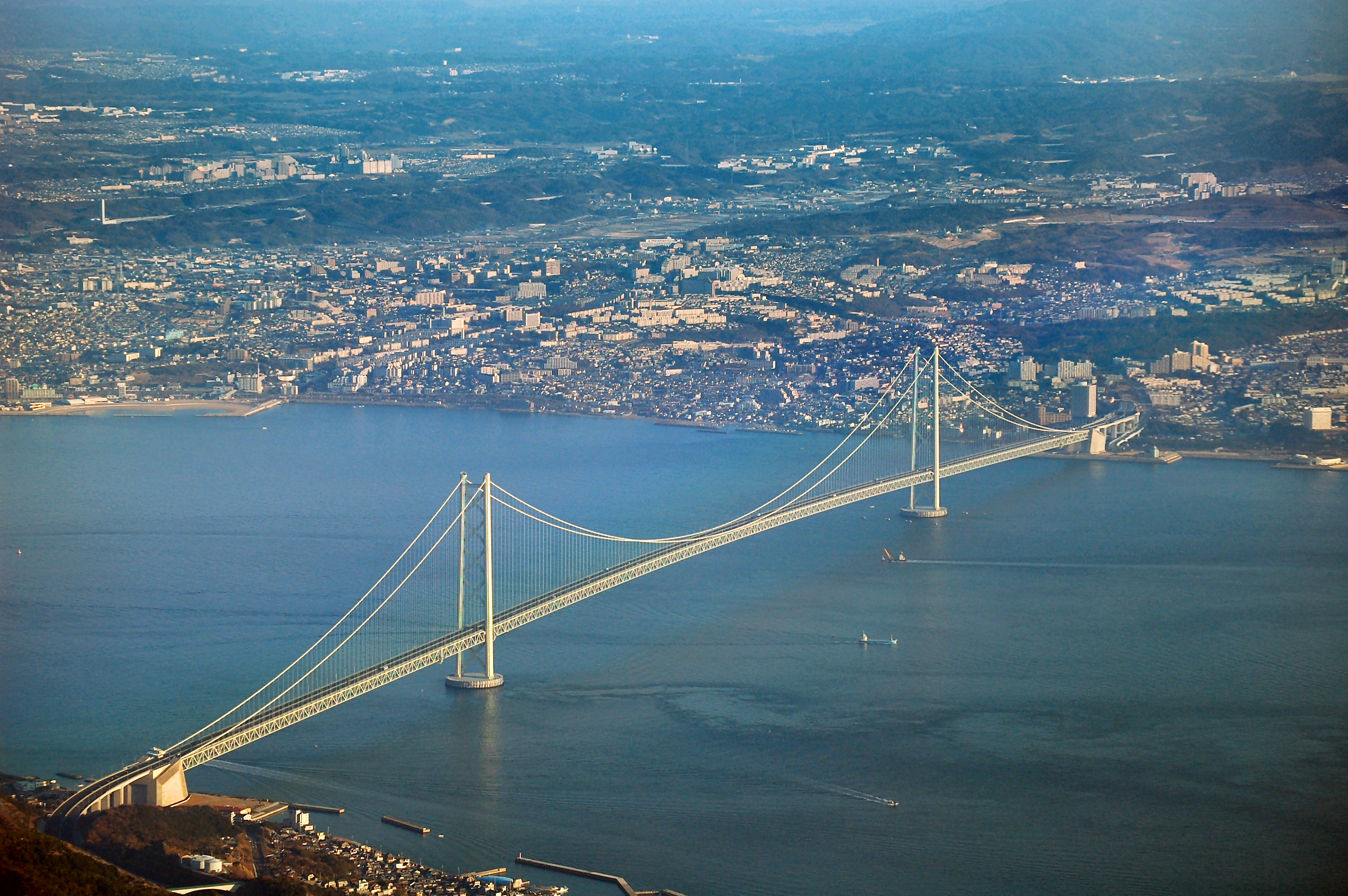
El Pont Akashi-Kaikyo, rècord absolut de llum.

### Ponts atirantats
Els ponts atirantats o d'obencs també tenen torres, però els cables que en surten (tirants) s'ancoren directament al tauler. Quan de les torres en surten més de 2 cables es parla de ponts atirantats multi cable. Aquesta és la més moderna de les tipologies estructurals i s'ha arribat a cobrir llums de més de 1000 metres (Pont d'Öresund, a Dinamarca - Suècia).

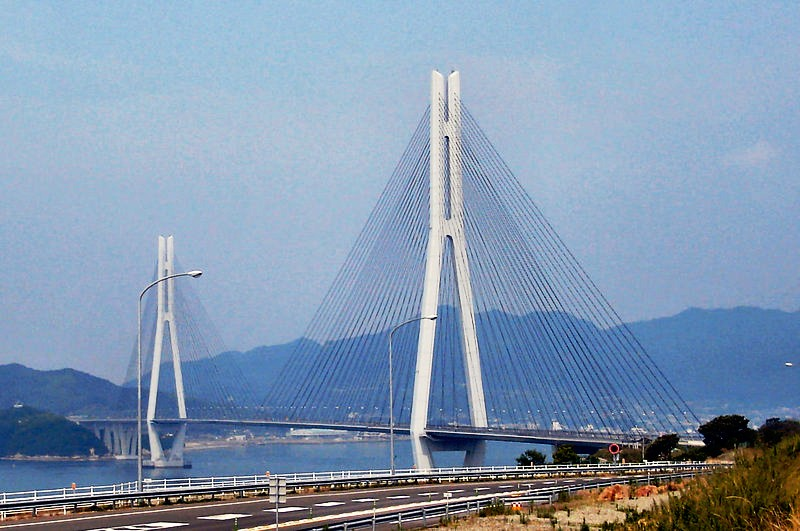
El pont de Tatara-Ohashi, al Japó.
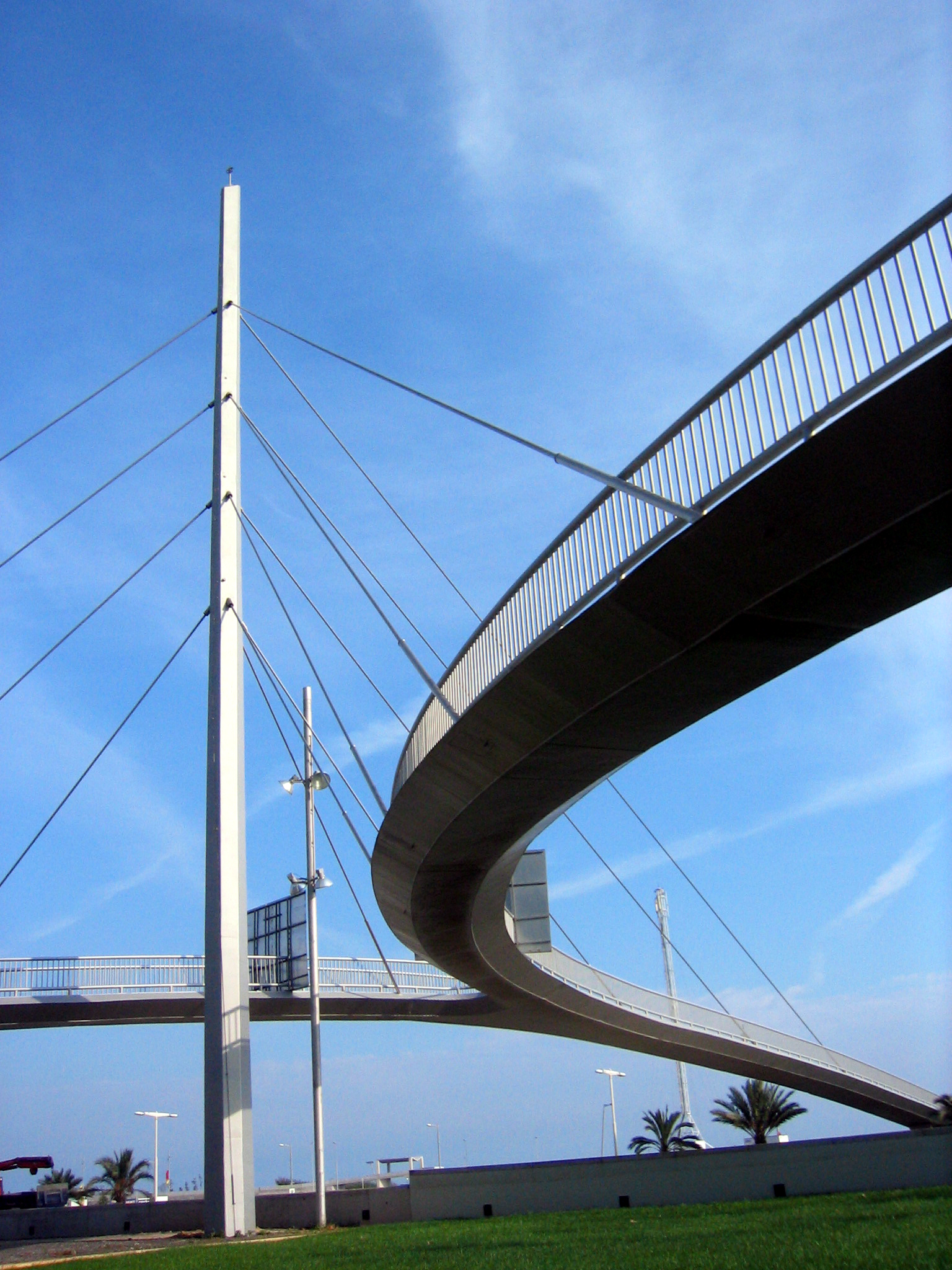
La passarel·la de Les Glòries en el seu emplaçament actual prop del Fòrum de Barcelona, Barcelonès.
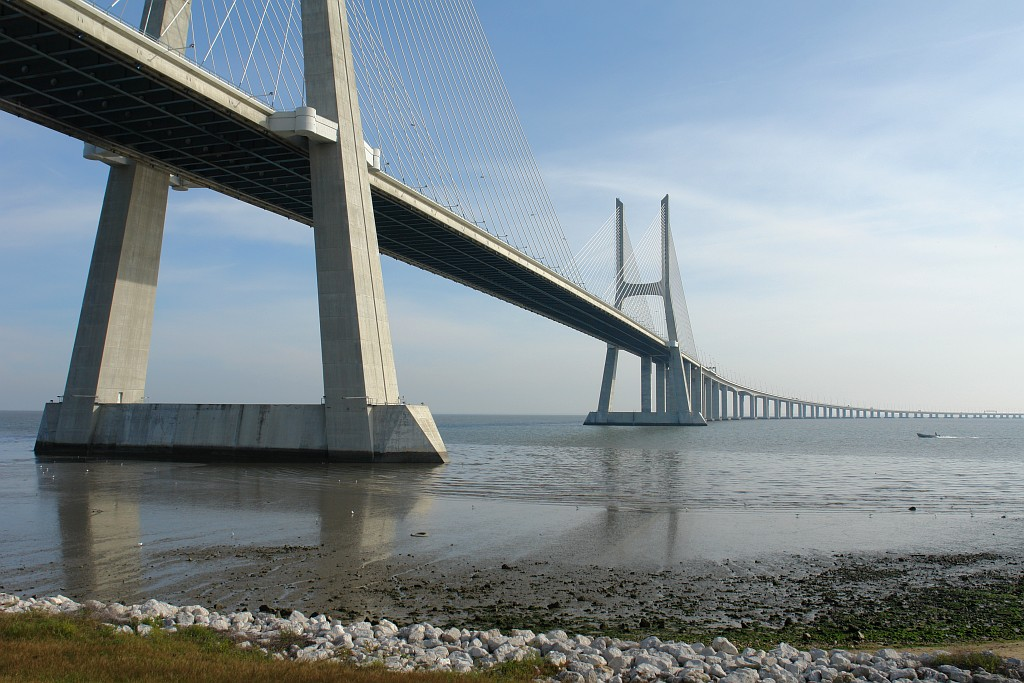
El pont de Vasco de Gama sobre el Tajo, prop de Lisboa.
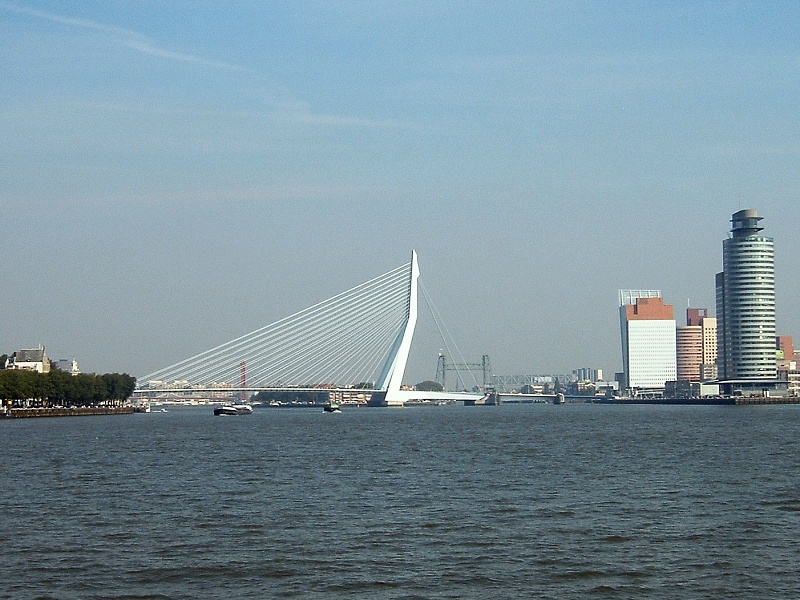
El Pont d'Erasmus, a Rotterdam.
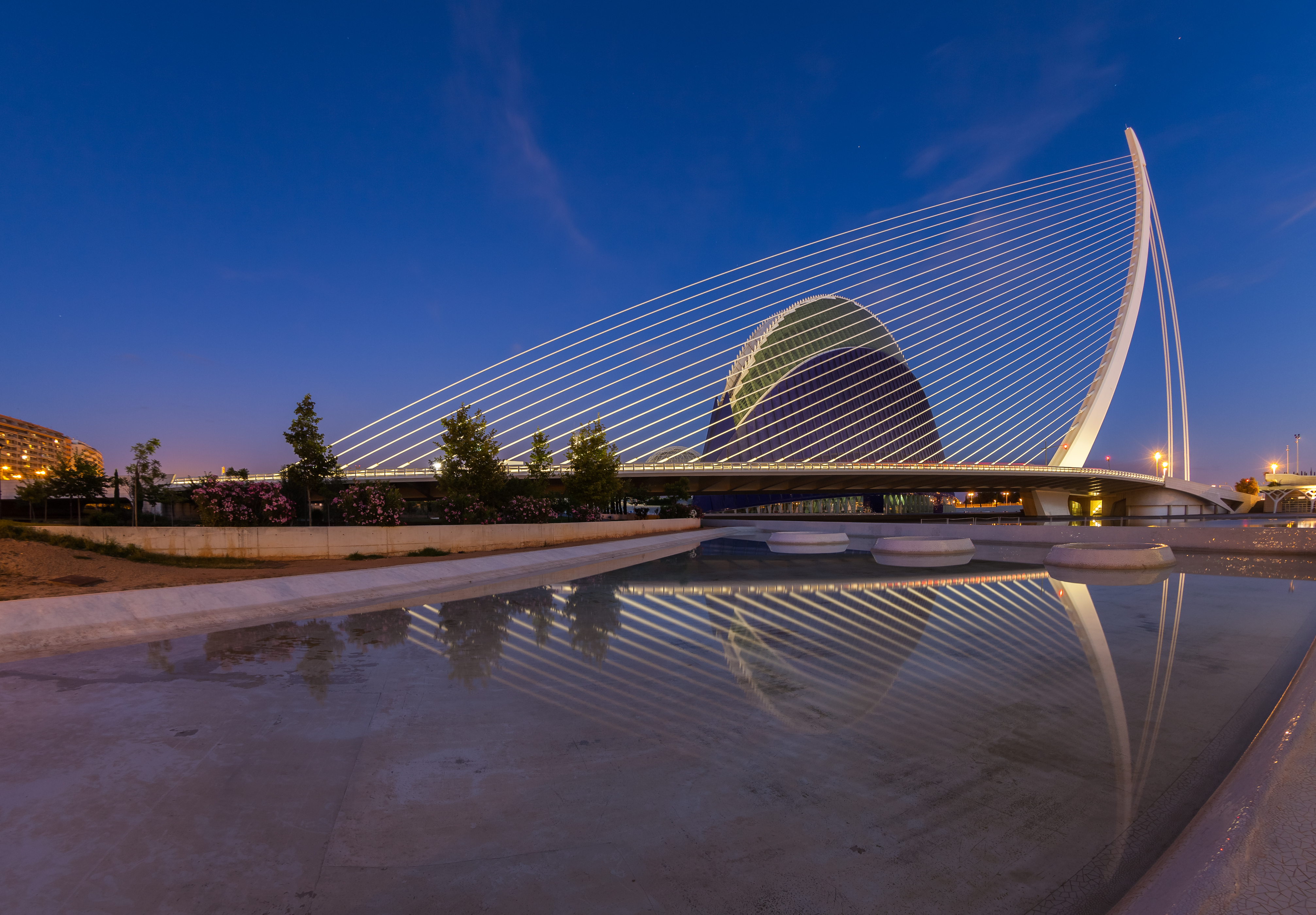
Pont de l'Assut de l'Or, València

## Classificació segons el tauler
Els ponts sovint són classificats també segons el tipus de tauler que tinguin. Així, hom parla de:
- Pont de bigues prefabricades: típicament de formigó armat, pretesat, posttesat o metàl·liques, és l'hereu directe del pont de troncs, fet actualment de bigues amb forma de I, π o Ω invertida. S'usa molt actualment en ponts de tram recte de llums menors de 40 metres, ja que són molt barats.
- Pont amb tauler llosa: típicament de formigó armat o posttesat. La llosa permet fer ponts amples amb una gran llibertat de formes en planta. Sovint les lloses incorporen alleujaments de porexpan. Les llums solen estar entre 8 i 45 m.
- Pont amb tauler caixó: es tracta d'una secció molt lleugera i eficaç des del punt de vista estructural. Solen usar-se en ponts de tram recte, a partir de 30 m de llum i solen ser de formigó pretesat. També n'hi ha de metàl·lics o mixtos.

També solen diferenciar-se els ponts de secció constant dels ponts de cantell variable, que varien la seva secció en funció de les tensions sol·licitades en cada punt.

## Altres tipus de ponts

### Ponts llevadissos

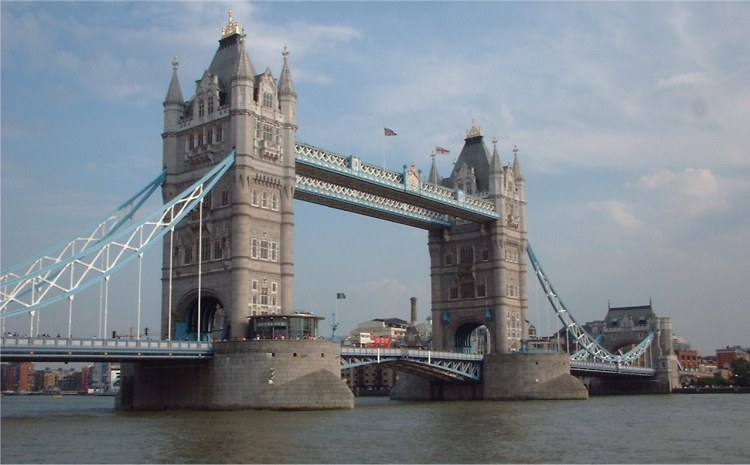
Tower Bridge

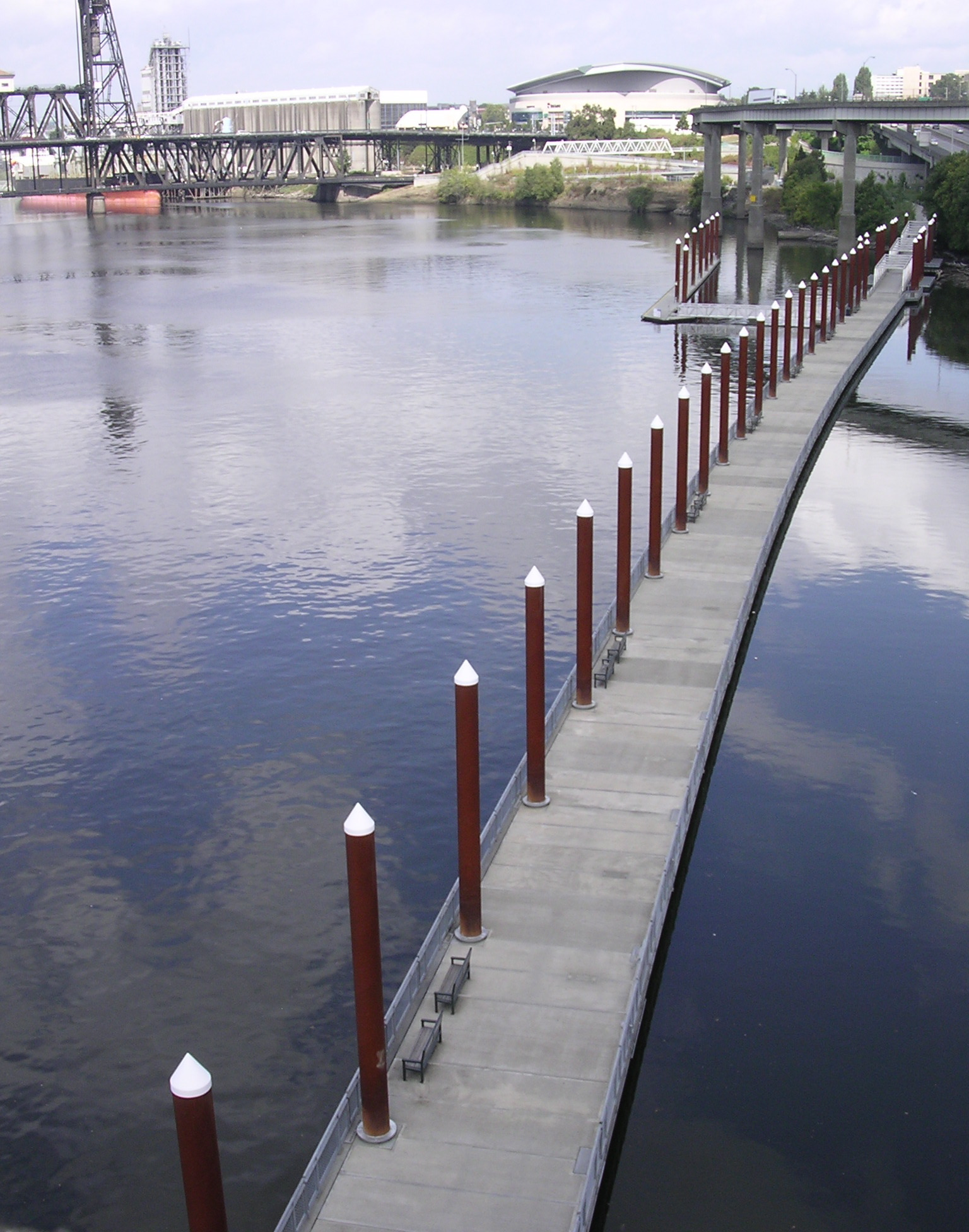
Pont flotant d'Eastbank Esplanade a Portland, Oregon

Un pont llevadís (o basculant) és un pont on el tauler pot elevar-se, típicament per deixar pas a vaixells alts o simplement per tallar el pas al trànsit que serveixen. El més famós de tots els ponts llevadissos és el pont de la Torre, a Londres. Si el tauler és capaç de retirar-se també però girant sobre un pivot, es parla de pont giratori. També existeixen ponts amb el tauler capaç d'hissar-se verticalement, els ponts ascencionals

Pont llevadís
Pont plegable
Pont ascencional
Pont giratori

### Ponts de pontons
Els ponts de pontons (o pontones) són ponts flotants suportats per pontones amb una flotació suficient per a aguantar el pont i les càrregues dinàmiques. Mentre que els ponts de pontones són normalment estructures provisionals, alguns aguanten molt de temps. Els ponts flotants permanents són útils a aigües arrecerades, on no és econòmic construir fonaments. Si és necessària una secció elevada per a permetre el pas de vaixells, es pot construir o bé fer una secció mòbil.

## Procediments de construcció
Els sistemes de construcció de ponts de formigó més usats són els següents:
- Col·locació de bigues: les bigues prefabricades de formigó es poden col·locar amb grua o bé amb un llançabigues, una gran biga de gelosia preparada amb uns llasts mòbils i específicament dissenyada per col·locar bigues. La plataforma se sol materialitzar posteriorment amb el formigonat in situ d'una `llosa que sol encofrar-se en una prellosa recolzada directament sobre les bigues.

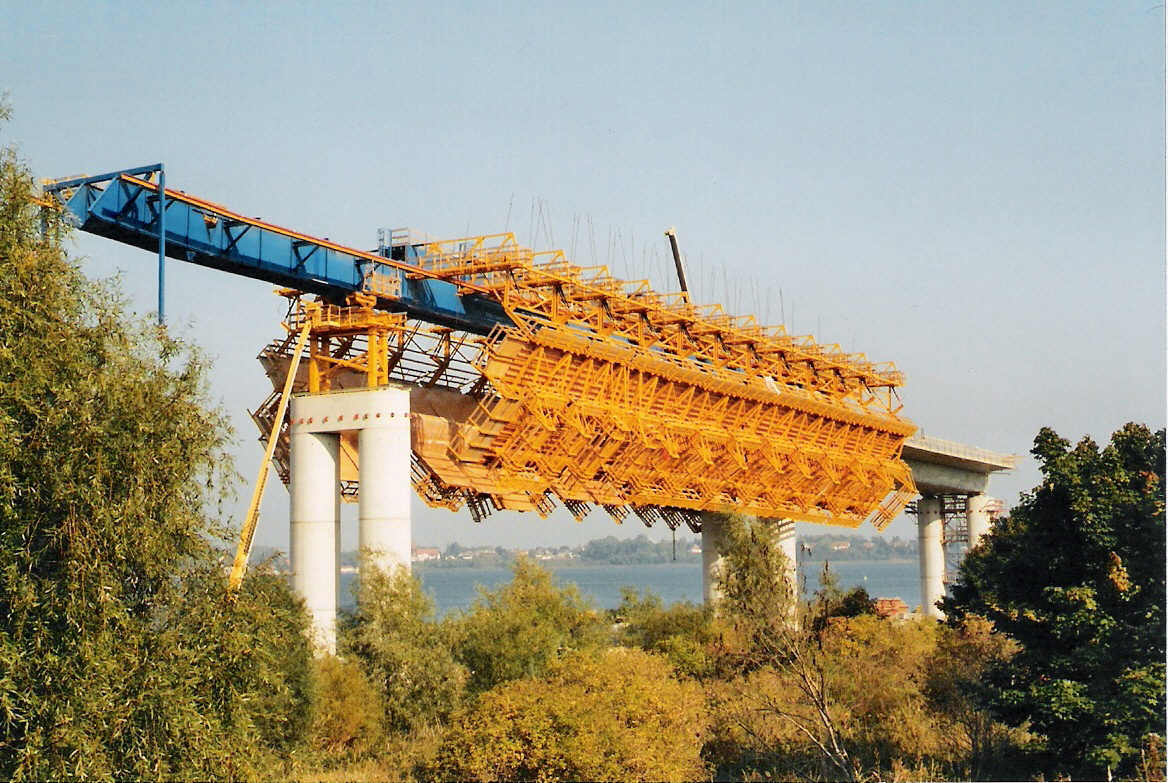
Construcció d'un pont amb cintra automòbil sota biga auxiliar

- Construcció sobre cintres: els ponts de formigó es poden construir in situ recolzant els encofrats en una cintra, que és una estructura per a recolzar-los. En ponts suficientment curts pot ser econòmic construir una cintra per a tota la longitud, però si el pont és més llarg, sempre és més rendible avançar tram a tram i usar només dos jocs de cintra: mentre s'endureix el formigó d'un tram es desmunta la cintra del tram anterior ja endurit i es munta en el següent. Les cintres poden ser des de terra, sobre torres auxiliars o bé automòbils.
- L'empenta de llinda és una tècnica molt utilitzada per a ponts molt llargs de molts trams de llums curtes amb rasants en pendent constant i plantes o bé rectes o bé circulars (mai clotoides). Consisteix a formigonar el tauler per dovelles (petits trams) que solen tenir en aquest cas longituds iguals a la meitat de la llum del pont. Un cop endurida una dovella, es desencofra i s'empeny longitudinalment el tauler construït, de manera que es pot formigonar la següent dovella en el mateix parc. Òbviament, les piles han d'estar construïdes en arribar-hi el tauler empès i solen ser força potents per poder absorbir els esforços que ocasionarà el fregament del tauler en moure's; aquest fregament es redueix força amb la utilització de tefló com a superfície de lliscament. Per reduir els esforços que ocasionaria el tauler just abans d'arribar a una pila, sempre s'utilitza un pic de llançament, una gelosia metàl·lica (molt més lleugera que el formigó) i que se sol reutilitzar diverses vegades per amortitzar el seu alt cost.

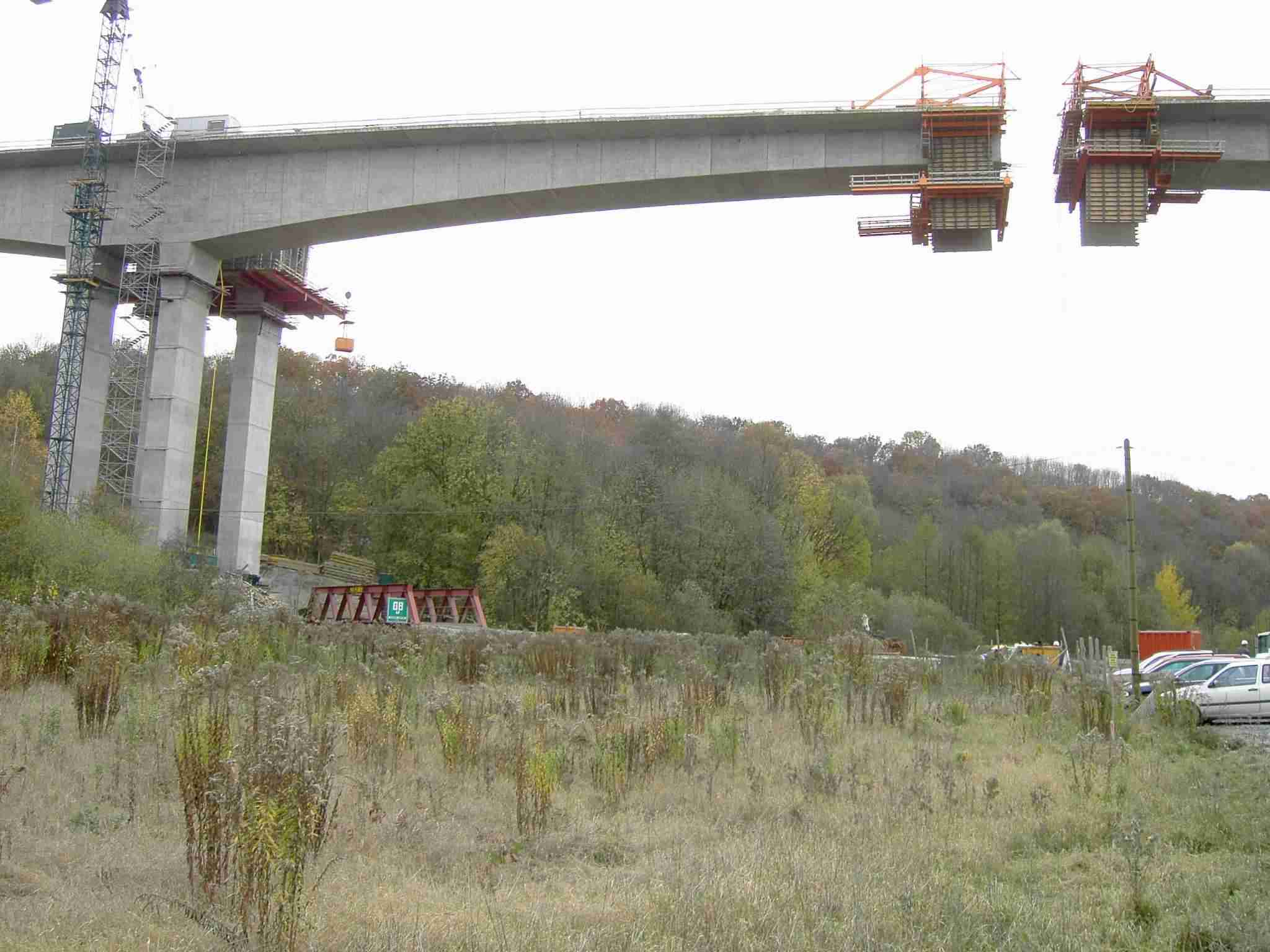
Últimes dovelles abans de formigonar la dovella de clau

- La construcció per voladissos successius és la que sol fer-se en trams de llum llarga (entre 60 i 300 m) de formigó pretesat i l'avanç és de dovella en dovella a partir de l'anomenada dovella 0 al capdamunt d'una pila. Així, el tauler es va materialitzant de mica en mica des de cada pila, fins a la dovella de clau que uneix els dos voladissos. Per qüestions d'equilibri, cal ancorar provisionalment el tauler a terra o encastar-lo a la pila, també provisionalment. Bàsicament, hi ha tres maneres de procedir:
  - Les dovelles són formigonades in situ en un encofrat penjat d'un carro sobre rails llastat o ancorat.
  - Les dovelles són formigonades in situ en un encofrat penjat d'una gran biga auxiliar, de longitud dos trams. Així, les dovelles poden ser força més llargues que en el cas anterior.
  - Les dovelles es prefabriquen a terra i són col·locades després amb una grua. La unió entre dovelles es garanteix amb claus de tallant i pretesat. L'última dovella cal formigonar-la in situ.

## El pont a la cultura
El pont apareix com a element definidor del paisatge i orgull per als constructors, com el Golden Gate, que ha esdevingut una icona de San Francisco, els ponts de Venècia o els ponts romans. Existeixen llegendes lligades a la construcció de ponts locals, la majoria fan referència al diable com a personatge que destrueix el pont o l'acaba de nit a canvi d'un pacte per l'ànima d'algú. Fins i tot en alguns casos, trobem cançons populars lligades a un pont concret (per exemple, el pont d'Avinyó, gràcies a la cançó francesa Sur le pont d'Avignon) Altres llegendes usuals recorden el suïcidi d'enamorats (els esperits dels quals poden aparèixer en dates assenyalades).
Els ponts, en pertànyer al sòl públic, han servit històricament d'aixopluc per als indigents, d'on ve l'expressió "viure sota un pont" que fa referència als sense sostre, hagin establert el seu habitatge temporal efectivament a un pont o no.
Als mapes, especialment els militars es representa com un igual amb els extrems en angle agut, símbol que transcendit als jocs d'estratègia i combat, on els ponts tenen característiques especials. Els ponts també apareixen per exemple al joc de l'oca, on s'avança de pont a pont).
Com que els ponts serveixen per unir indrets separats per accidents geogràfics, apareixen simbòlicament a la literatura o la pintura per indicar el trànsit d'un món a l'altre, sigui el cel o l'infern (especialment a l'Islam). L'arc de Sant Martí és l'equivalent al cel d'un pont i per això en reté el simbolisme.

## Ponts famosos o espectaculars
Ponts nostrats coneguts

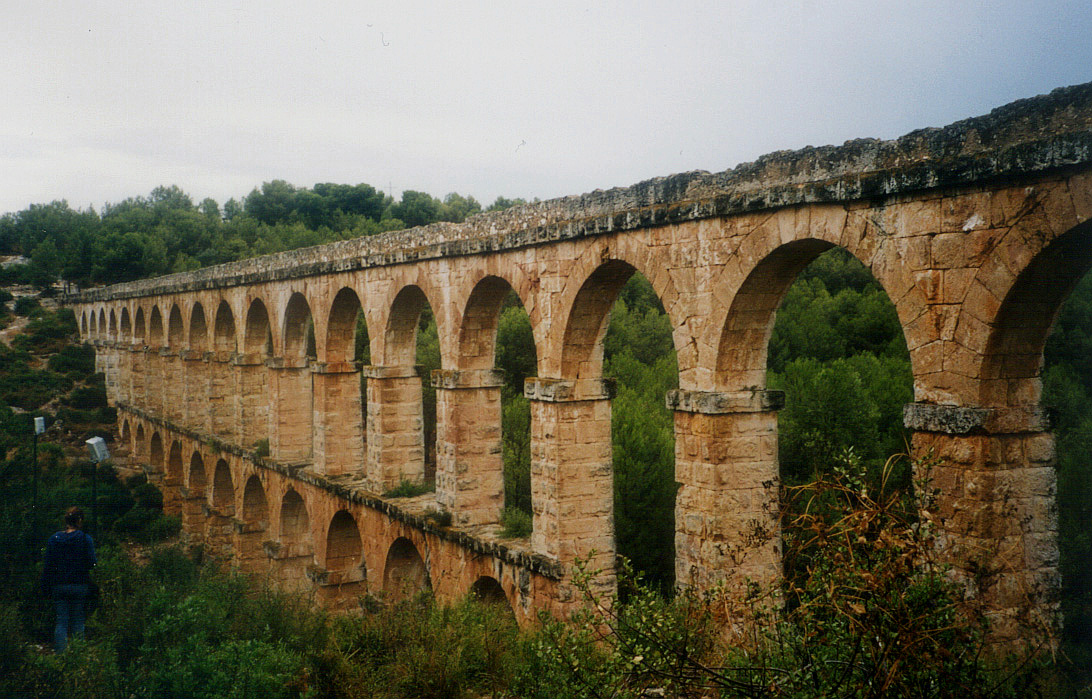
Aqüeducte de les Ferreres a Tarragona

- Pont de Besalú, del segle XI, amb set arcs i una torre defensiva i un traçat que canvia de rumb a mitjan pont.
- Pont de Pedret, prop de Berga, construït entre els segles XIII i XVII.
- Pont del Diable està situat a Martorell sobre el riu Llobregat. És una reconstrucció realitzada l'any 1963 d'un pont gòtic del 1289, sobre una base romana.
- Aqüeducte de les Ferreres (també anomenat Pont del Diable) és un pont aqüeducte romà aixecat entre els costats del barranc dels Arcs al terme de Tarragona que duia aigua del riu Francolí a l'antiga ciutat de Tàrraco. És un dels aqüeductes més monumentals i ben conservats de l'època romana i el més important de Catalunya.
- Pont penjant d'Amposta, de 1921 i reconstruït el 1939.
- Aqüeducte de Santa Llúcia, del 1338 i de doble arcada, situat a Morella.
- Aqüeducte d'època romana situada a l'eixida de la Peña Cortada, a Calles, Serrans.
- Pont d'Aragó i els ponts medievals ( s XV-XVI) de Sant Josep, els Serrans, Trinitat, el Real i la Mar de València; tots creuen el riu Túria.
- Pont de Sant Jordi i pont de les Set Llunes, tots dos del segle xx, d'estil modernista i ubicats a Alcoi.

Històrics

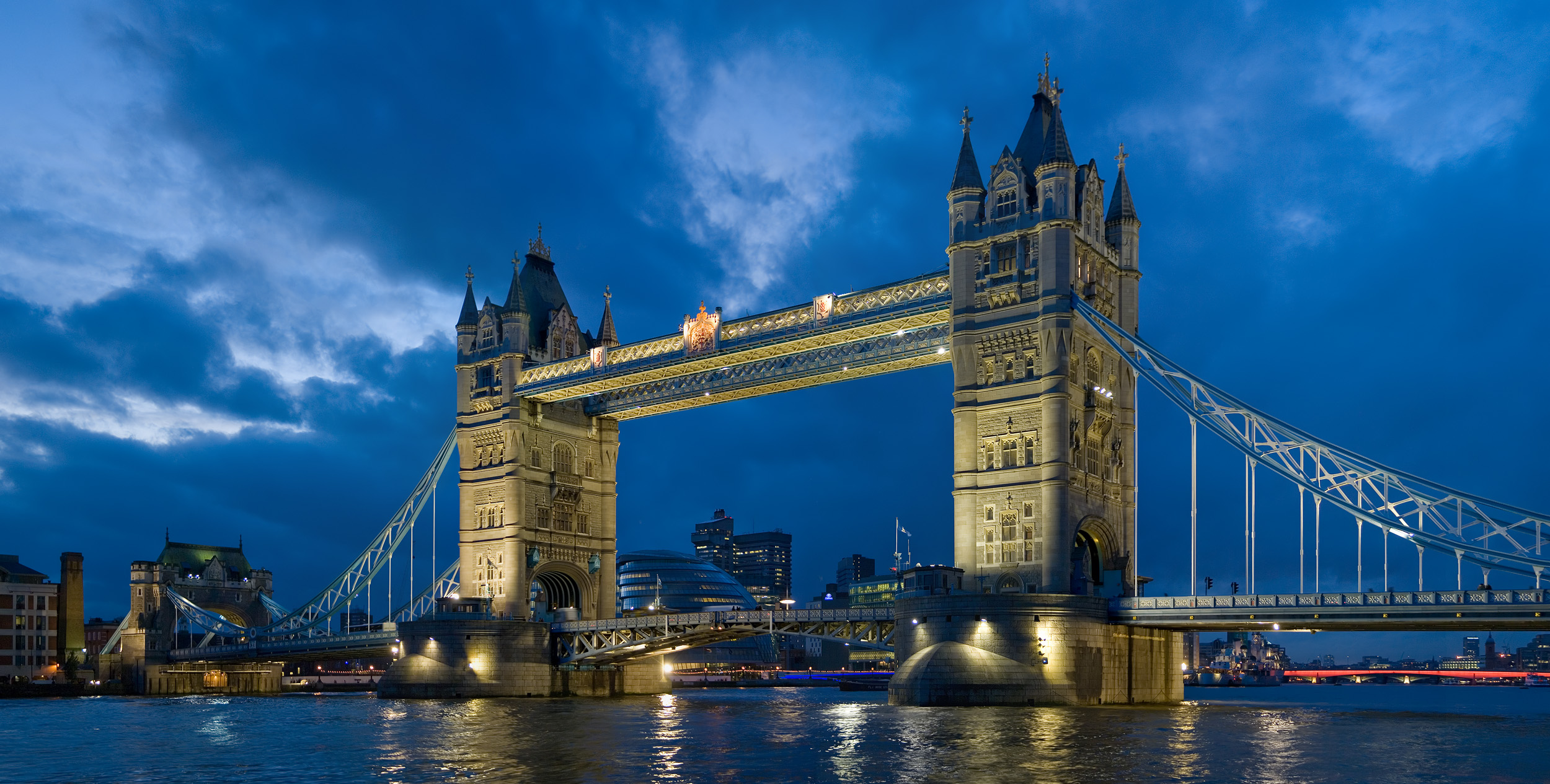
El Pont de la Torre al crepuscle

- Pont de Londres sobre el riu Tàmesi, a Southwark, Londres. Està entre el pont de ferrocarril del carrer Cannon i el Tower Bridge. Aquest era l'emplaçament del Pont de Londres original i és un dels emplaçaments més famosos del món per a un pont. Al costat sud del pont hi ha la catedral de Southwark i l'estació de ferrocarril del Pont de Londres. Al nord hi ha el Monument al Gran Foc de Londres i les estacions de metro Bank i Monument.
- Pont de Galata és un pont de pontons a Istanbul (Turquia), que creua una rada o entrant de mar coneguda com el Corn d'Or.
- Tower Bridge de Londres, Anglaterra, sobre el riu Tàmesi. És a prop de la Torre de Londres, que li dona nom. De vegades s'anomena Pont de Londres de manera incorrecta, ja que en realitat és el següent pont aigües amunt.
- El pont dels Sospirs a Venècia - pont antic de vianants connectant el Palau Ducal amb la presó (Prigioni nuove), per on passaven els presoners després de ser sentenciats a la presó o a la mort.
- El pont de Rialto a Venècia - pont antic de gran fama, originalment de fusta.
- El Ponte Vecchio (Pont Vell) a Florència - un pont de pedra medieval amb cases a banda i banda.
- El Kapellbrücke (pont de la Capella) - un pont de fusta cobert, a la ciutat suïssa de Lucerna.
- El Krämerbrücke a Erfurt, Turíngia (Alemanya), pont de pedra medieval amb cases a banda i banda, per a vianants.
- El pont d'Avinyó o pont de Sant Beneset, a Avinyó, Provença; pont de pedra romànic, del qual ara només en queda mig...

Moderns

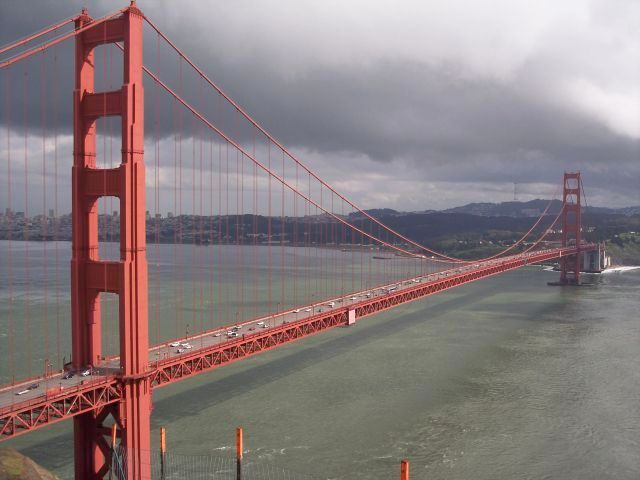
Pont Golden Gate

- Pont Golden Gate a Califòrnia, Estats Units, que uneix la península de San Francisco pel nord amb el sud de Marin. "Golden Gate" és també el nom de l'estret en el qual el pont està construït, i rep el seu nom de l'estret a Constantinoble, anomenat també la Porta Àuria, ja que comunicava Europa amb Àsia. El Golden Gate és el pont més famós de San Francisco tot i no ser el major en aquesta ciutat, ja que el Bay Bridge és la via principal. En la dècada posterior a la Primera Guerra Mundial al trànsit rodat a la regió de la badia de San Francisco es va multiplicar per set, de manera que el sistema de ferris va ser incapaç d'absorbir aquest creixement. Catalogat com pont penjant, construït entre 1933 i 1937, amb una longitud aproximada de 1.280 metres, està suspès de dues torres de 227 m d'altitud. Té una calçada de sis carrils (tres en cada direcció) i disposa de carrils protegits accessibles per a vianants i bicicletes. El pont també transporta d'un costat a un altre del canal gran quantitat de l'energia necessària per al desenvolupament de la zona a línies elèctriques i conduccions de combustible. Sota la seva estructura, deixa 67 m d'alçada per al pas dels vaixells a través de la badia. El Golden Gate va constituir la major obra d'enginyeria de la seva època. Va ser pintat amb urgència per evitar la ràpida oxidació produïda en l'acer de la seva estructura per l'oceà Pacífic.
- El pont de vianants de Telok Blangah, a Singapur, estructura ultra-moderna, de disseny avantguardista.

### Rècords mundials

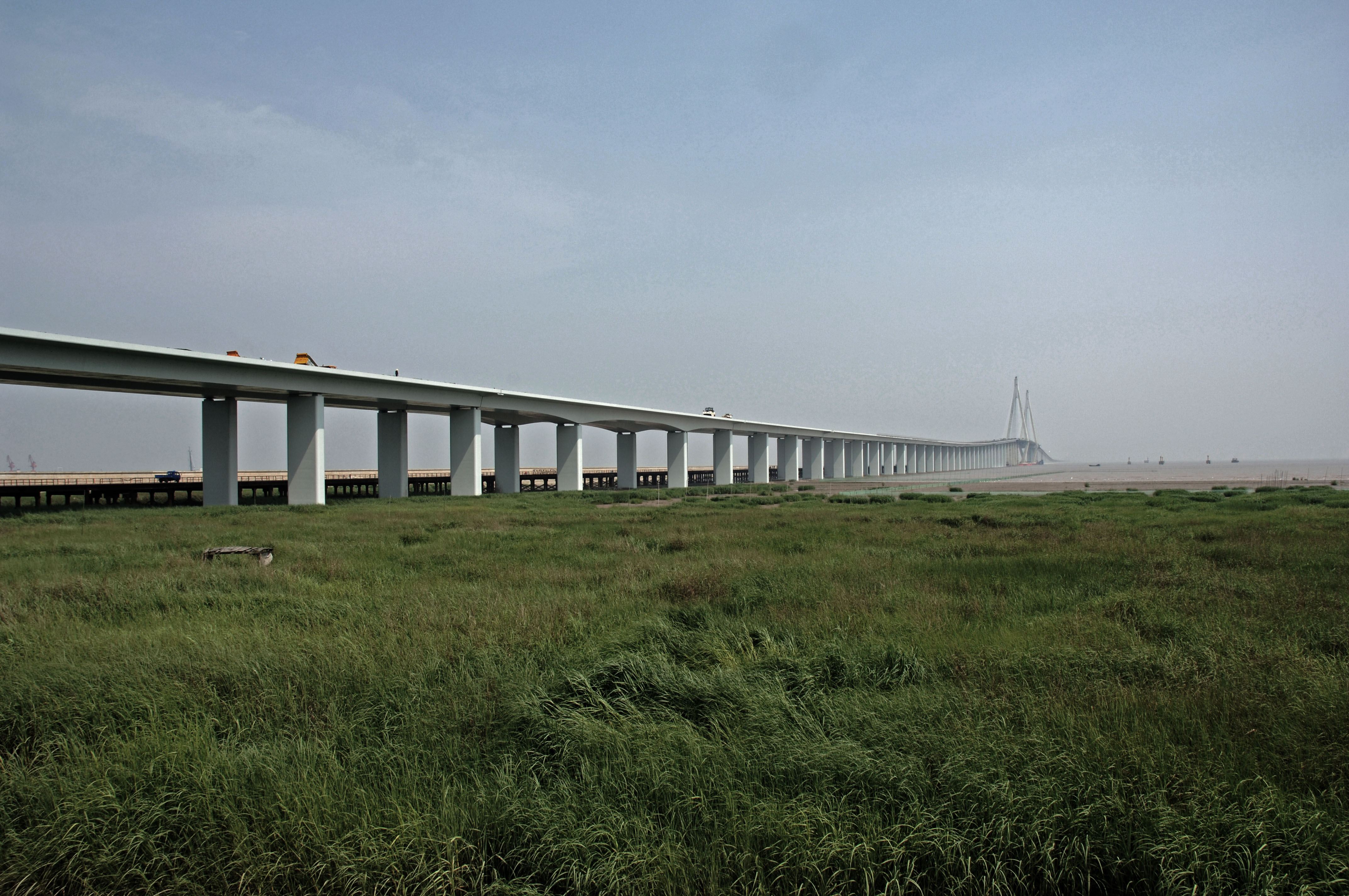
Pont de la badia de Hangzhou

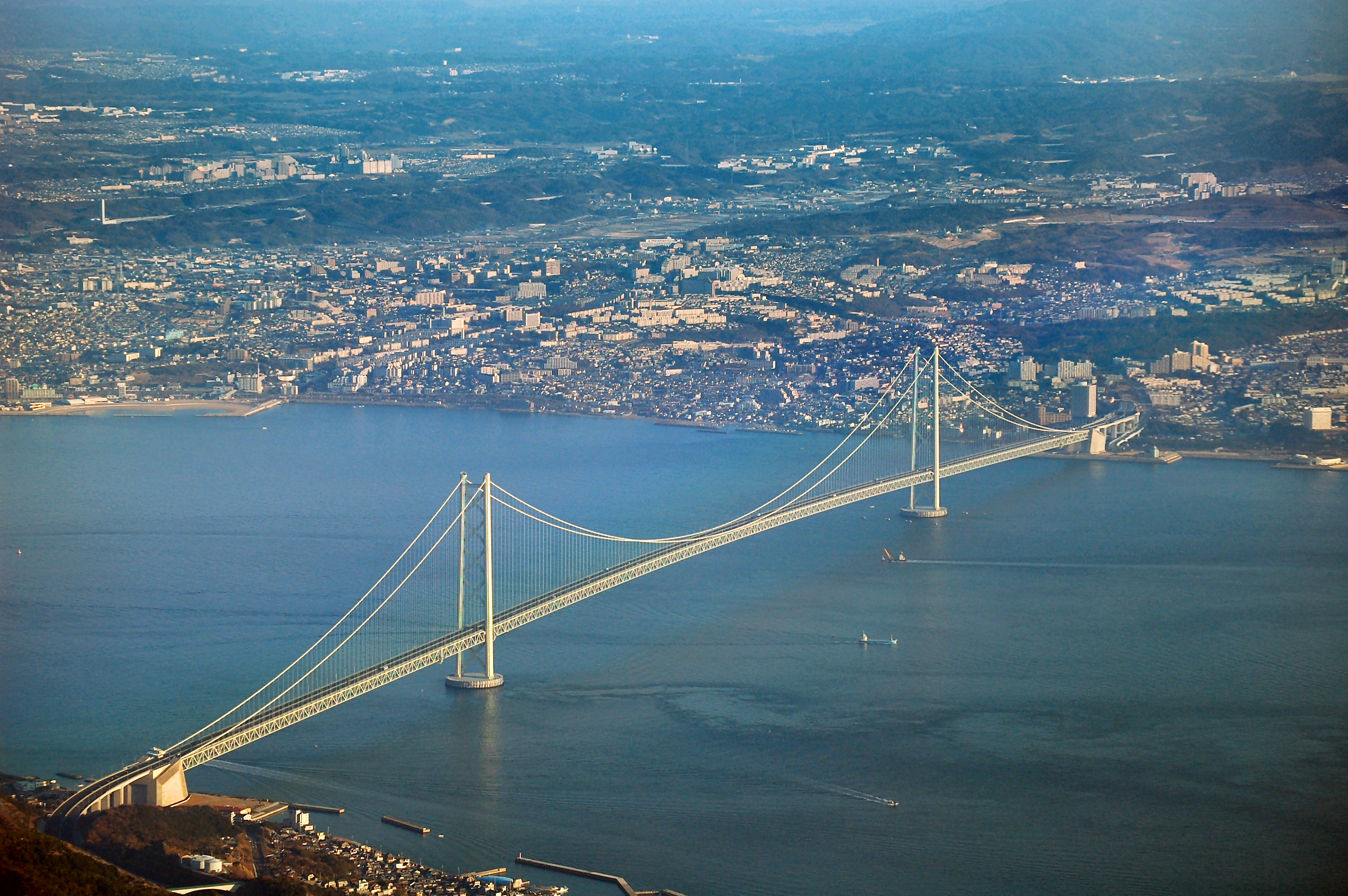
Gran pont d'Akayashi Kaikyo

- Pont de la badia de Hangzhou, Xina: Pont més llarg del món sobre el mar. Té una longitud de 36 km. És un pont amb un tram penjant en el seu centre que facilita el trànsit marítim. Travessa la badia de Hangzhou a la costa est de la Xina. Uneix la municipalitat de Xangai amb la ciutat de Ningbo a la província de Zhejiang. La construcció es va iniciar el 8 de juny de 2003 i la seva inauguració va ser el 14 de juny de 2008.[2][3] El pont té una longitud de 35.763 m, amb 6 carrils (tres per sentit) més els dos vorals. Això el converteix en el segon pont més llarg del món després del de Causeway al Llac Pontchartrain, a l'estat EUA de Louisiana.
- El Pont Akayashi Kaikyo, Japó: Pont amb la llum més gran del món (1991) i pont penjant més llarg (per a creuar l'estret Akashi (Akashi-Kaikyō) unint Maiko a Kobe i Matsuho, a l'illa Awaji com a part de l'autopista Honshu-Shikoku.

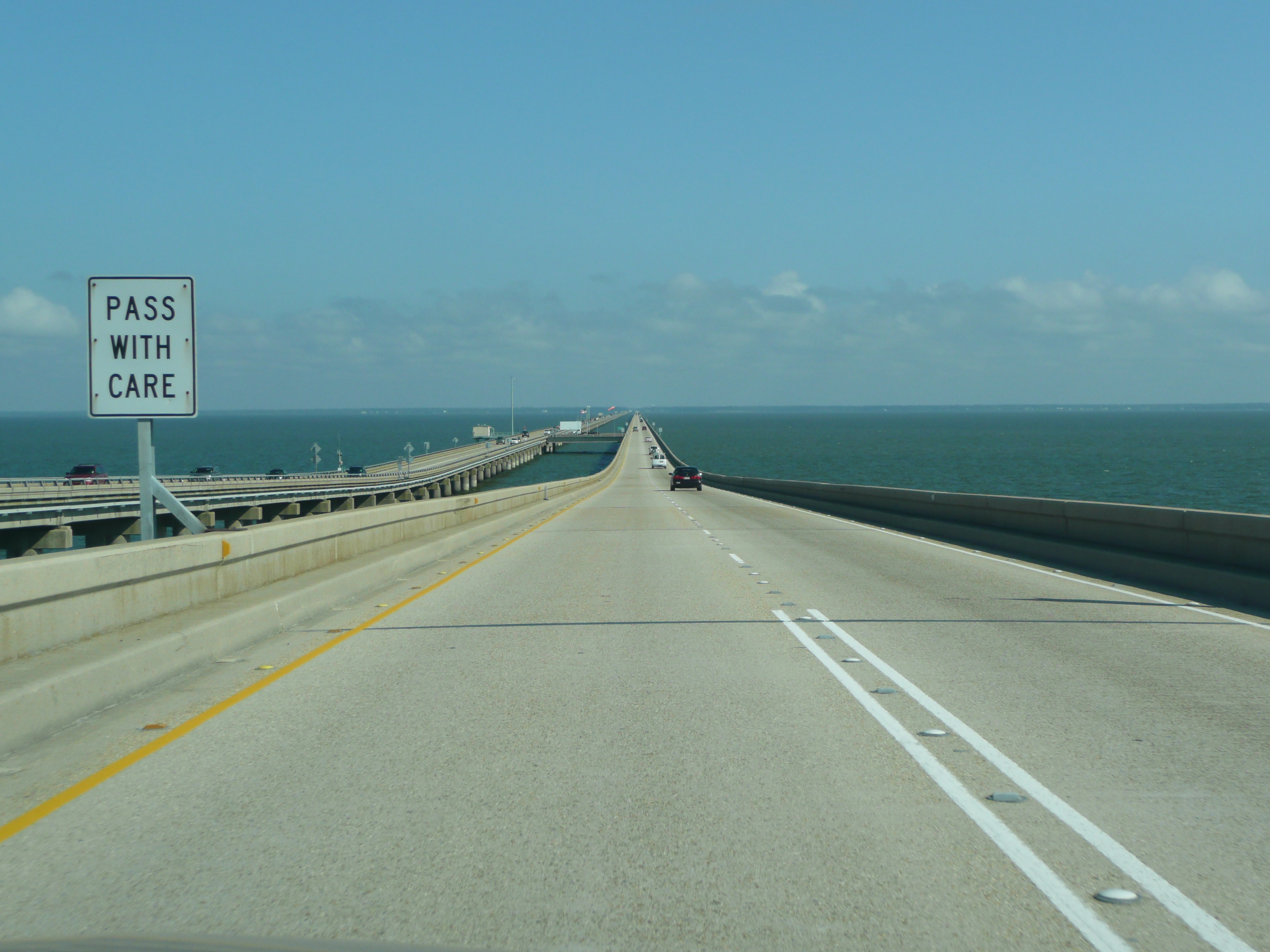
Lake Pontchartrain Causeway

- El Lake Pontchartrain Causeway, Louisiana, EUA: Pont més llarg del món. Creua el Llac Pontchartrain, amb una longitud de 38.42 km. La idea d'un pont que travessés el llac Pontchartrain es remunta a principis del segle xix, amb Bernard de Marigny: el fundador de Mandeville. Aquest va començar amb un servei de ferris que va seguir posteriorment operant a mitjans de la dècada de 1930. En els anys 1920, es va exigir la creació d'illes artificials que serien connectades per una sèrie de ponts. El finançament d'aquest pla es va obtenir de la venda d'immobles a les illes. La carretera actual va començar a prendre forma el 1948, quan la Legislatura de Louisiana va crear el que ara és la Comissió de la Carretera (Causeway Commission). La Carretera original era un arc de dos carrils inaugurat el 1956 amb un cost de 30,7 milions de dòlars. Un arc paral·lel de dos carrils, 15 m més llarg que l'original, es va obrir el 10 de maig de 1969 amb un cost de 26 milions de dòlars. La Carretera sempre ha estat un pont de peatge. Fins a 1999, les taxes eren recaptades en el trànsit en cada direcció. Per alleujar la congestió a la costa sud, la recaptació del peatge es va eliminar a l'arc en direcció nord. Les tarifes estàndard per a cotxes van canviar d'1,50 dòlars en cada direcció a 3,00; cobrades a la costa nord només en el trànsit en direcció sud. La inauguració de la Carretera va augmentar la riquesa de les petites comunitats de la costa nord, reduint el temps de conducció cap a Nova Orleans fins a 50 minuts, apropant així la costa nord cap a l'àrea metropolitana de Nova Orleans. Abans de la Carretera, els residents de la Parròquia de S. Tammany havien de rodejar el llac, bé pel costat est pel Pont Rigolets a la US Ruta 90 prop de Slidell (Louisiana), bé pel costat oest per la US Ruta 51 a través de Manchac (Louisiana).
- El Viaducte de Millau,a Aveyron (França) és el pont més alt del món. Inaugurat el 14 de desembre de 2004 després de 36 mesos de treballs de construcció, l'estructura assoleix una alçada màxima de 343 metres sobre el riu Tarn, i una longitud de 2.460 m, entre el Causse du Larzac i el Causse Rouge; té 7 pilars de formigó, i el tauler té una amplada de 32 metres. Prop de 3.000 persones van treballar en aquest projecte, que va costar gairebé 400 milions d'euros. El viaducte de Millau va ser concebut formalment per l'arquitecte anglès Norman Foster (Foster and Partners), i estructuralment per l'enginyer francès Michel Virlogeux, treballant ambdós conjuntament per fer possible aquesta obra singular.

## Ponts militars notables

### Els ponts de Xerxes
En la segona de les guerres mèdiques, l'any 489aC, Xerxes I de Pèrsia feu construir tres ponts sobre l'Hel·lespont, prop de la ciutat d'Abidos

### El pont de Juli Cèsar
L'any 53 aC, Juli Cèsar ordenà la construcció d'un pont de fusta per a travessar el riu Rin.